# Pożar Krakowa (1850)

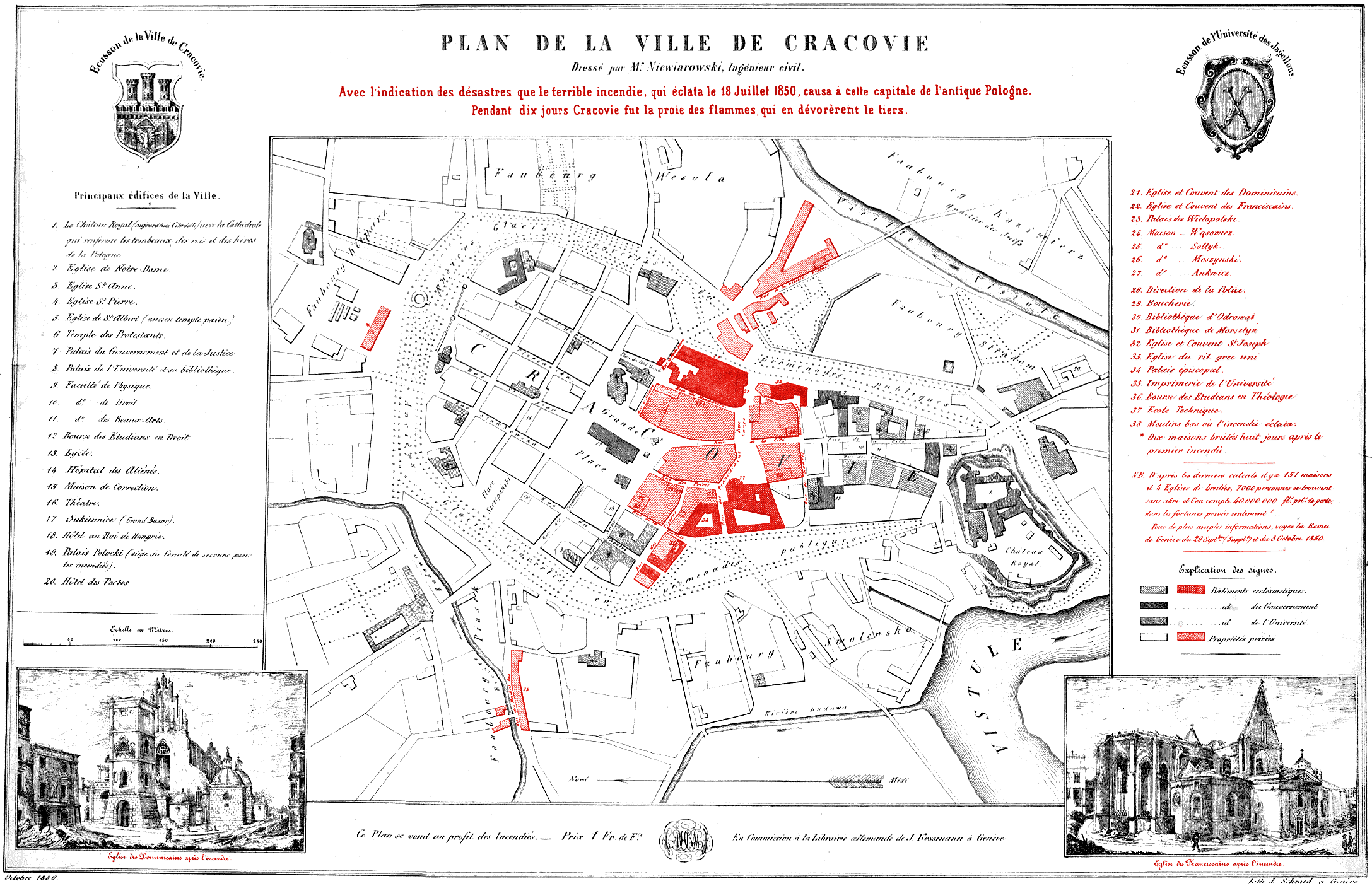
Plan M. Niewiarowskiego przedstawiający zasięg pożaru Krakowa w 1850 roku. Litografia wykonana w Genewie na rzecz pogorzelców

Pożar Krakowa w 1850 roku – uznawany jest za jedno z najtragiczniejszych wydarzeń, jakie dotknęło miasto w XIX stuleciu.
Rozpoczął się 18 lipca 1850 roku i ogarnął znaczną część centrum oraz ówczesnych przedmieść. Spaleniu uległa prawie cała zabudowa południowej pierzei Małego Rynku, południowa i połowa wschodniej pierzei Rynku Głównego oraz budynki przy ulicach: Krupniczej, Gołębiej, Wiślnej, Franciszkańskiej, Dominikańskiej, Brackiej, Grodzkiej (do przecięcia z Poselską), Stolarskiej, Wielopole i Starowiślnej. W ciągu następnych dni na całym tym obszarze pojawiały się kolejne ogniska płomieni, które jednak były szybko gaszone. Jedynie 26 lipca wybuchł nowy pożar na terenie dzielnicy Kleparz, lecz nie rozwinął się na większą skalę.
Zniszczeniu uległo, jak się szacuje, 10% zabudowy miasta: około 160 kamienic i domów, Pałac Biskupi i pałac Wielopolskich, kościoły św. Franciszka z Asyżu, Świętej Trójcy, św. Norberta i (częściowo) św. Józefa oraz przylegające do nich klasztory Dominikanów, Franciszkanów i Bernardynek. Oprócz zabytkowego wyposażenia wnętrz tych świątyń utracono też cenne kolekcje dzieł sztuki i księgozbiory, zgromadzone w domach prywatnych. Pożar przyniósł ogromne straty materialne, spłonęło wiele mieszkań, sklepów i magazynów, wraz z którymi przepadły majątki całych rodzin. W zbiedniałym Krakowie, zarówno zbieranie środków na pomoc pogorzelcom, jak i likwidacja zniszczeń, trwało długo. Odbudowa spalonej części miasta zakończyła się po piętnastu latach, a w przypadku kościołów Franciszkanów i Dominikanów dużo później, odpowiednio w 1884 i 1912 roku.
Po zniszczeniu tak znacznej części Krakowa koniecznym stało się wprowadzenie wielu zmian, w zakresie chociażby przepisów przeciwpożarowych czy organizacji straży pożarnej, które miały zapobiec podobnemu nieszczęściu. Okazało się to jednak procesem długotrwałym, postępującym w miarę poprawy sytuacji ekonomicznej miasta. Odbudowa zniszczonej zabudowy miała również duży wpływ na przemiany architektoniczne w całym Krakowie. Nowe budynki, wzniesione w miejscu spalonych, stały się wzorem rozwiązań funkcjonalnych, jak i estetycznych dla innych dzielnic Krakowa. Z kolei skala zniszczeń cennych historycznie budowli była impulsem do większego zainteresowania się ochroną zabytków, zaś w trakcie ich odbudowy nastąpił rozwój wiedzy w zakresie zagadnień konserwatorskich, jak i historii sztuki.
Pożar z 1850 roku, uznawany za jedną z największych klęsk żywiołowych w dziejach Krakowa, był zarazem ostatnim pożarem, który dotknął tak znaczny obszar miasta. Wszelkie późniejsze pożogi zasadniczo trawiły już tylko pojedyncze budynki.

## Przebieg pożaru

### 18 VII: pożar przedmieść
Około południa, w czwartek 18 lipca, zapaliły się tzw. Dolne Młyny nad Młynówką Królewską przy końcu Krupniczej.
Jak wykazało późniejsze śledztwo, pożar rozpoczął się przypadkowo, a jego nieumyślnymi sprawcami byli młynarczyk Piotr Fic i Jan Trójka, terminator u kowala Ignaszewskiego. Tego dnia pracowali nad dopasowaniem żelaznej obręczy na wał koła młyńskiego, którą w tym celu musieli rozgrzać. Jednak od zapalonego w izbie czeladnej ognia zajęły się cewie, drewniane kliny do kół młyńskich, suszone w kominie. Pożaru nie udało się ugasić i młyn stanął w płomieniach.
Silny wiatr wkrótce rozniósł ogień na sąsiednie budynki przy Krupniczej oraz kilka położonych po drugiej stronie Młynówki. Na miejscu szybko pojawiła się straż pożarna oraz liczni mieszkańcy, którzy próbowali ugasić ogień lub przynajmniej uniemożliwić dalsze rozszerzanie się pożogi. W tym celu zaczęto zrywać dachy kolejnych budynków. Żywioł był jednak szybszy i w ciągu pół godziny spłonęło dziewięć drewnianych domów stojących w tym miejscu.

### 18 VII: ogień w centrum
Niespodziewanie pożar z przedmieścia przeniósł się do centrum. Bardzo silny wiatr zaczął przerzucać zarzewia ponad okolicznymi ogrodami, jak i Plantami. Poza iskrami niósł płonące gonty i resztki rupieci nagromadzonych na strychach, tlące się ziarno z młyna oraz przepalone orzechy włoskie. Właśnie te ostatnie, wedle jednej z ówczesnych relacji, znacznie przyczyniły się do rozprzestrzenienia się pożaru:

Włoski orzech bowiem po spaleniu się zachowuje swoją zwykłą sklepistość, łupina jego zamieniona zostaje w najdoskonalszy węgiel drzewny, a podsycana palącą się wewnątrz tłustością owocu, długo bardzo jest tlejącym się zarzewiem, po wytopieniu się owocu wewnątrz zostaje tam próżnia, która tej zwęglonej łupinie nadzwyczajną nadaje lekkość i ulotność.

Początkowo też niewiele osób, z racji słonecznej pogody, zdawało sobie sprawę z zagrożenia:

W czasie jasnego dnia postrzec nawet nie można było, jak iskry i palące się głownie, wiatrem uniesione, przez kilka domów przelatywały i opodal leżące domy zapalały.

Zabudowa centrum miasta okazała się równie podatna na ogień, co domostwa na Krupniczej. Było to efektem kilku czynników. Przede wszystkim, prawie wszystkie budynki, nawet Sukiennice, były kryte gontem. Materiał ten okazał się bardziej łatwopalny niż zwykle, bowiem przez dwa miesiące poprzedzające lipiec 1850 roku, w Krakowie nie spadła ani kropla deszczu. Wysuszony, spękany gont stał się dogodną pożywką dla ognia. Silny wiatr z łatwością przerzucał iskry i płonące resztki dachów na kolejne budynki. Oprócz tego większość kamienic miała jeszcze drewniane poddasza czy też inne elementy wyposażenia wykonane z tego materiału, np. ganki, werandy, schody. Ponadto wielu mieszkańców na strychach swoich domów trzymało łatwopalne przedmioty, najróżniejsze rupiecie, szmaty, papiery czy stare sprzęty, lekceważąc w ten sposób przepisy antypożarowe z czasów Wolnego Miasta, które zabraniały gromadzenia tego rodzaju rzeczy. Na dodatek, wśród murowanych kamienic centrum stało jeszcze wiele drewnianych budynków, takich jak szopy, wozownie, składy, stajnie i kramy handlowe. Wszystko to doprowadziło do tego, że ogień rozprzestrzeniał się bardzo szybko, a pożar przybrał wielkie rozmiary.
Jako pierwszy zapalił się gontowy dach kamienicy, usytuowany u zbiegu Gołębiej i Plant, należącej do Emilii Bartynowskiej. Podjęta przez straż, ochotników i oddziały wojska akcja gaszenia zakończyła się niepowodzeniem. Ogień szybko przeniósł się na sąsiednie zabudowania, niesiony dalej silnym wiatrem. Kolejno w płomieniach stawały Drukarnia Uniwersytecka, kościół św. Norberta, zabudowania przy Wiślnej i Gołębiej, a wśród nich Instytut Techniczny. Gdy pożar ogarnął wysoką kamienicę Pod Zającem kolejne snopy iskier poleciały na sąsiednie dachy. W wielkim niebezpieczeństwie znalazło się Collegium Maius, ówczesna siedziba Biblioteki Jagiellońskiej. Ogień zaczął pojawiać się na dachu tego zabytkowego gmachu, lecz udało się ocalić nie tylko jego, ale również jego cenny księgozbiór. W akcję ratowania biblioteki zaangażowało się około stu pięćdziesięciu studentów, wraz z profesorami Józefem Muczkowskim, Stefanem Kuczyńskim i Wincentym Polem. Udało im się zagasić ogień, a z sąsiednich budynków pozrzucać dachy, by uniemożliwić przedostawanie się płomieni na Collegium Maius.
Ogień niezwykle szybko przeniósł się z ulicy Wiślnej na kolejne budynki. W ciągu około pół godziny ogarnął południową pierzeję Rynku Głównego, ulicę Bracką i Pałac Biskupi. Stojące naprzeciw niego drewniane wozownie jeszcze szybciej stanęły w płomieniach, a od nich zajął się kościół Franciszkanów oraz pałac Wielopolskich. Następnie pożar objął budynki przy Grodzkiej i Stolarskiej oraz wschodnią pierzeję Rynku. Dalej szerzył się na ulicę Szeroką i w końcu ogarnął kościół Świętej Trójcy wraz z klasztorem Dominikanów. Wiatr pchnął płomienie jeszcze dalej, ponad Plantami, gdzie strawiły zabudowę przy ulicy Polnej, niszcząc wszystko aż po koryto Starej Wisły. Pod wieczór pożar zaczął słabnąć i ostatecznie ogień w centrum zatrzymał się na wysokości południowej pierzei Małego Rynku i ulicy św. Józefa, obejmując kościół oraz klasztor Bernardynek. W dużym niebezpieczeństwie były nadal Sukiennice, gdzie zgromadzono liczne towary, w tym zapasy łatwopalnego spirytusu. Aby zapobiec przeniesieniu ognia, pospiesznie zrzucono dach z budynku.
W centrum, na linii wiatru, nietknięte przetrwały nieliczne budynki. Ich ocalenie właściciele i mieszkańcy zawdzięczali skutecznie prowadzonej walce z płomieniami, lecz przede wszystkim nowoczesnym dachom, wykonanym z dachówki lub blachy. Dzięki temu ogień nie strawił kamienicy Wentzla i pałacu Jabłonowskich, jako jedynych budynków w całej południowej pierzei Rynku Głównego. Podobnie na Wiślnej ocalał

(...) dom obywatela Lierhamera (...) blachą był pokryty, a na nim niezmiernie mnóstwo niedopalonych gontów z innych domów wiatrem naniesionych znaleziono, i gdyby inne domy podobnież były pokryte, równie by ocalały.

Jednak w przypadku kościołów odpowiednie pokrycie dachów, okazało się niewystarczające. Ogień bowiem wdarł się do świątyń przez okna, w których od żaru popękały szyby i szybko zajął wnętrza, pełne drewnianych ołtarzy, stall i ławek. Nie brakło też głosów, kierowanych przeciw dominikanom, oskarżających zakonników o zaprzepaszczenie szans na uratowanie kościoła Świętej Trójcy, ze względu na zarzucany brak karności i niedbalstwo w walce z ogniem.
Tragiczny dla miasta dzień można podsumować słowami Ambrożego Grabowskiego:

Ten dzień 18 lipca był prawie dniem sądu Bożego. Dym i płomienie osiadały nad całym miastem i zasłoniły przed wzrokiem całe niebo... Wicher szalał, niosąc palące się głownie, gonty, iskry i zasypując nimi dachy domów... i rozrzucając to zarzewie aż na pola od miasta odległe... Trzask palących się gontów, huk upadających dachów... płacz, krzyk, lament ludzi unoszących w popłochu co kto mógł w nagłości z rzeczy swych pochwycić... wołanie ludzi ratujących: wody!... wody!... było to tak okropne, że przechodzi możliwość opowiedzenia lub opisania... i nie wyobrazi sobie tego nikt, kto naocznym nieszczęścia tego nie był świadkiem.

### 18 VII: działania mieszkańców

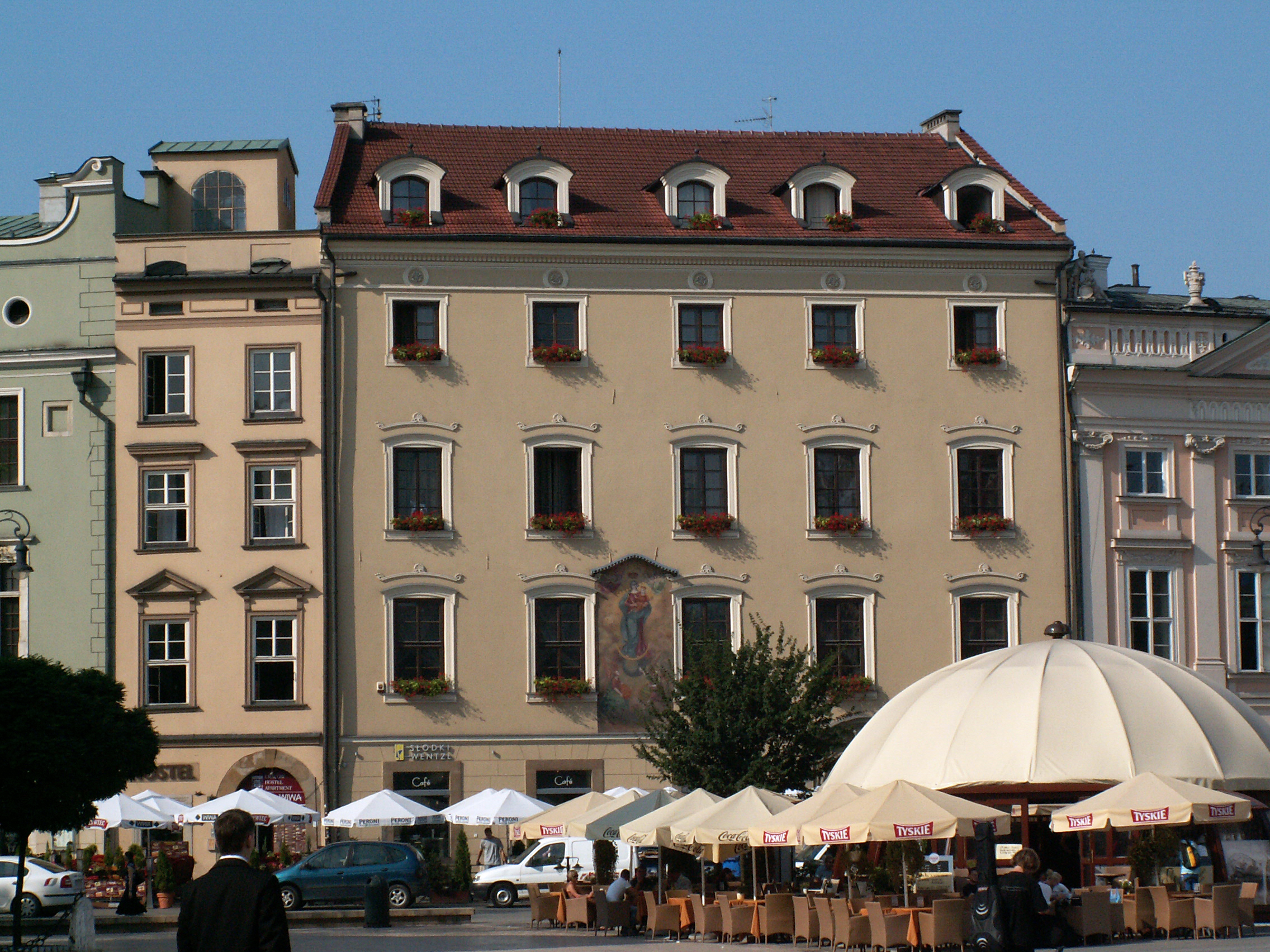
Kamienica Pod Obrazem, jeden z dwóch budynków w południowej pierzei Rynku Głównego, który nie został strawiony przez ogień

Jak się okazało, w obliczu tak wielkiego pożaru, rozwijającego się niezwykle szybko, mieszkańcy miasta nie mogli zdziałać zbyt wiele. Obowiązek walki z ogniem spoczywał praktycznie tylko na ich barkach, bowiem straż pożarna była nieliczna, w gruncie rzeczy nie miała też stałego charakteru. Miasto zatrudniało zaledwie czterech szprycmagistrów, którzy czuwali nad sikawkami. Słabo opłacani, służbę pełnili na zmiany, przez całą dobę. W razie pożaru pomagali im pompiarze i tak zwana „kolumna ogniowa”. W jej skład wchodzili czeladnicy z cechów cieśli, kamieniarzy i murarzy, którzy zobowiązani byli przez trzy lata stale uczestniczyć w ćwiczeniach oraz akcjach gaszenia ognia (w 1838 roku wyposażono ich w blaszane hełmy i kurty z czarnego drelichu). Aby wzmocnić ten zastęp do pełnienia służby pomocniczej zobowiązani byli wszyscy mieszkańcy. Alarmował ich stróż z wieży Mariackiej, uderzeniem w dzwon i wywieszeniem w kierunku ognia czerwonej chorągwi za dnia lub czerwonej latarni nocą, Po tym sygnale na miejsce pożaru, w razie możliwości, mieszkańcy mieli śpieszyć osobiście lub wysyłać kogoś ze swojej służby, z własnym wyposażeniem, takim jak drabiny, wiadra, siekiery czy osęki. Piwowarów obarczono koniecznością dostarczania wody we własnych beczkach, a fiakrzy musieli oddawać konie do dyspozycji gaszących ogień. Wśród wielu osób te obowiązki budziły niechęć, więc nie brakowało przypadków unikania udziału w walce z pożarem. Największym jednak mankamentem całego systemu było oparcie go na słabo przeszkolonych ludziach i starym, nielicznym sprzęcie.
Zatem 18 lipca ogień próbowano ugasić zaledwie trzema sikawkami, które jednak nie sięgały dachów większości kamienic. Rozprzestrzenianiu się pożogi próbowano więc zapobiec lejąc wodę zwykłymi wiadrami, dachy budynków zrywano osękami, siekierami czy w końcu gołymi rękami. Z braku wodociągów i kiepskiego stanu studni miejskich, w większości zupełnie zaniedbanych, niezbędną do gaszenia wodę czerpano z Rudawy lub Wisły. Dostarczano ją na miejsce pożaru w konewkach lub beczkach, na wozach, co jednak trwało zbyt długo. Wkrótce zatem zdano sobie sprawę, że nie ma mowy o ugaszeniu ognia. Starano się tylko nie dopuścić do zajęcia się ogniem innych części miasta, tutaj jednak prawie wszystko zależało od wiatru. Nie zmienił kierunku i nie skierował płomieni na resztę Krakowa. Jak stwierdził Fryderyk Hechel:

Gdyby w czasie palenia się wiatr na inną stronę miasta skierował się, całe miasto poszłoby w perzynę.

Większość mieszkańców skupiła się na ratowaniu życia i mienia z zabudowań, które kolejno stawały się pastwą pożaru. Ludzie wraz z dobytkiem chronili się u swoich krewnych, który domy ocalały lub też koczowali na Plantach. Wśród tego rozgardiaszu, przez Rynek Główny przeszła procesja z Najświętszym Sakramentem, prowadzona przez księdza Żłowodzkiego z kościoła Mariackiego. Krakowski „Czas” tak to opisał:

Widok to był nie do opisania! Tam mieszkańcy wyrywający z pośród płomieni, co jeszcze ratować się dało; dalej wojsko całe pod bronią; tu lud korzący się przed Bogiem Zastępów i o miłosierdzie nad resztą biednego miasta błagający!.

Dramatyczne obrazy losów mieszkańców podczas pożaru zawarto również na kartach dzienników i wspomnień:

Wchodzę na dach. Noszę sam wodę (...). W domu rejwach, dwie pensje pakują się, płacz, krzyk, zrzucają z góry kufry, po schodach nie można ani wejść ani zejść (...) Ogień się zbliża. Ogromne kłęby czarne i płomienie widać zbliżające się. Dom po domu się zajmuje, na sąsiednich domach mało kto, a nawet nikogo nie było. Jeszcze ogień był daleko, a już padały kawałki palących się gontów, które ja garnuszkiem przez 1/2 godziny zalewałem (...). Gorąco, dym w oczy. Dom drugi się zapala, [trzeba] rejterować; buty. Zejść trudno, na ulicy rejwach, wszystko ucieka. (...) Ludzi nie ma. Łuna tak olbrzymia, że wszystko purpurowe.

Nie wyszło 5 minut, że się pałac biskupi i dominikany palą, a więc my, popakowawszy srebra w kufer i obrazy zniósłszy do piwnicy, wyszliśmy z domu z domu, bo już nie było co robić. Mamusia wybiegła naprzód i szła prawie bez przytomności. My zaś dwie prowadziłyśmy ojca. Brat pozostał przy domu. Wyszliśmy w Grodzką ulicę, ale już gonty spadały na dół, a wiatr był tak gorący jakby ognisty. Nie widząc, gdzie się udać, wyszliśmy na Planty; tam ojciec, nie mogąc dalej iść, usiadł na ławce i przypatrywaliśmy się, jak płomienie wybuchały przez ceglany dach.

Dostawszy się z mozołem i ze strachem na plac WW. Świętych – aż tu dopiero najokropniejszy i serce rozdzierający czekał na widok! Naokoło, gdziekolwiek oko sięgało, wszystko w jednym, i to tak okropnym stanęło ogniu! (...) Tłum ludzi, którzy oprócz życia nic więcej uratować nie zdołali, biegający z krzykiem i rozczochranymi włosami, i rozkrzyżowanymi rękoma, tu i ówdzie z okien dolatujące przeraźliwe głosy rozpaczy, wołające ratunku, widok doktora [Józefa] Placera, chodzącego jakby w obłąkaniu, bez kapelusza, bez surduta i tylko kołdrą odzianego, który snadź w czasie snu popołudniowego tak nagle ogniem zaskoczony został, że oprócz kołdry nic więcej ze sobą zabrać nie potrafił, te dymy dławiące, ten żar piekący od ognia, ten zgiełk, ten chaos – wszystko to tworzyło obraz, na widok którego rozum człowieka się mieszał, a serce pękało!.

Po błoniach krążą bezładnie mężczyźni, kobiety i dzieci, wszyscy obarczeni przedmiotami, które udało się uratować z płomieni. Mężczyźni chodzą tam i z powrotem, nosząc umeblowanie, pościel, ubrania i zrzucając je na stos, każdy dla siebie. Nie ulega wątpliwości, że noc zamierzają tutaj spędzić. Ludzie, konie, psy, ptaki w klatkach, koty – wszystko to siedzi jedno drugiemu na głowach.

Wśród mieszkańców wkrótce rozpowszechniły się plotki wedle których pożar był dziełem podpalaczy. Pojawiły się głosy wzywające do natychmiastowych rozstrzeliwań podejrzanych lub wprowadzenia sądów doraźnych. Poza tym nie brakło osób, które zaczęły rabować, to co ocalało, jak i napadać na mieszkańców. W związku z tym wysłano na ulice miasta silne patrole wojskowe, które poza chwytaniem przestępców, miały również zapobiegać próbom samosądów.

### Następne dni pożaru

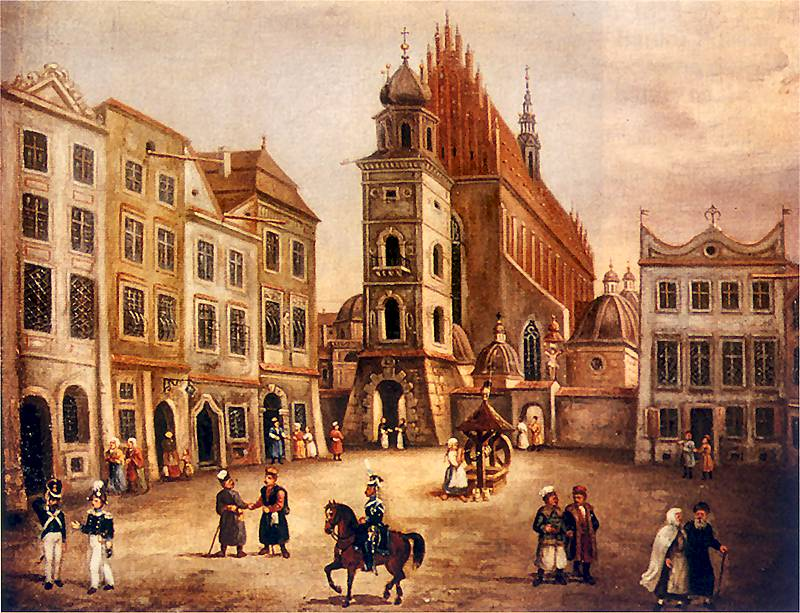
Kościół Świętej Trójcy przed pożarem, widok z placu Wszystkich Świętych

Z kilku domów wznosi się ciężki dym, tu i ówdzie pali się belka, balkon lub futryna od okna. Mury i kominy sterczą nagie, czarne, poopalane, jako krzyże nad mogiłami dawnej exystencyi.

19 lipca pożar przestał się rozszerzać. Nieprawdziwe okazały się wieści o ogniu na Szewskiej i Kleparzu. Jednak na obszarze wielkiego pogorzeliska, raz po raz pojawiały się nowe ogniska płomieni, które starano się szybko zlikwidować. Płonęły nadal pojedyncze budynki, np. biblioteka dominikanów. Do dalszej walki z żywiołem wykorzystano sprzęt gaśniczy wojska, sprowadzono także sikawki z Podgórza, jak również z powiatu miechowskiego Królestwa Polskiego. Jednak obywatele miasta, zmęczeni ostatnimi wydarzeniami, coraz mniej pomagali przy dogaszaniu pożaru, zanikało poczucie solidarności i chęć niesienia pomocy. Liczba ochotników malała, zaczęło brakować ludzi do obsługi sprzętu. Dalszą walkę z ogniem kontynuowano dzięki zaangażowaniu się krakowskich Żydów, studentów uniwersytetu, jak i chłopów, ściągniętych z okolicznych wsi, m.in. Krowodrzy i Pleszowa.
Kolejne dni mijały w miarę spokojnie na sukcesywnym dogaszaniu tlących się jeszcze zgliszczy. Czasami wybuchały nowe pożary w obrębie pogorzeliska, m.in. w zabudowaniach dominikanów, Pałacu Biskupim i pojedynczych kamienicach. Nie stanowiły jednak już większego zagrożenia, zwłaszcza że 22 lipca spadł obfity deszcz. Wszelkie nowe, wzniecane przez wiatr, ogniska płomieni były szybko gaszone.

### 26 VII: ogień na Kleparzu
W momencie, gdy sytuacja wydawała się już niemal zupełnie opanowana, wybuchł nowy pożar. 26 lipca, o godzinie dziewiątej wieczorem, na Kleparzu zapaliły się drewniane budynki Na Podcieniu, ustawione w południowej części Rynku Kleparskiego (wzdłuż dzisiejszej ulicy Basztowej). Ogień szybko przerzucał się z dachu na dach kolejnych domów. Miasto ponownie znalazło się w wielkim niebezpieczeństwie, bowiem na Kleparzu znajdowały się wielkie składy łatwopalnych materiałów: zboża, słomy, siana, smoły i spirytusu. Jednak dzięki sprzyjającym warunkom pogodowym (brak wiatru) i skutecznej akcji ratowniczej, w której wzięło udział wojsko, udało się zapobiec rozszerzeniu pożaru – spłonęło tylko sześć domów. Z sąsiednich pozrzucano dachy, podobnie uczyniono na ulicy Długiej. Gaszenie ognia ułatwił również fakt, że budynki na Kleparzu były dużo niższe niż te w centrum Krakowa.

### Pogłoski o podpaleniu
Opowieści o rzekomej działalności podpalaczy utrzymywały się wśród mieszkańców miasta przez dłuższy czas i dotyczyło to nie tylko warstw słabiej wykształconych. Jeszcze w trakcie pożaru, krakowski „Czas” podawał, że aresztowano podejrzane osoby, które mogły wzniecić ogień, co miały potwierdzać znalezione przy nich przedmioty. I tak, już 18 lipca generał major Hlawaczek, dowódca garnizonu, osobiście zatrzymał mężczyznę z siarką, świecą i paczką prochu, owiniętą w bawełnę. Natomiast mecenas Boguński, właściciel kamienicy nie objętej jeszcze pożarem, złapał dziesięcioletniego chłopca, który próbował wbiec na strych budynku z łatwopalnymi materiałami. Oprócz tego ujęto jeszcze cztery podejrzane osoby. Wszystkich zatrzymano w odwachu przy Wieży Ratuszowej lub w Krzysztoforach, pełniących funkcję koszar wojskowych.
Wedle krążących plotek, celem podpalaczy było doprowadzenie do zamieszek, realizacja spisku politycznego lub też po prostu okradzenie płonących domów. Na tyle poważnie potraktowano te informacje, że grupa obywateli miasta, na czele z Hilarym Meciszewskim, zaczęła domagać się od władz wprowadzenia sądu doraźnego dla podejrzanych. Jednak zarówno Andrzej Ettmayer, przewodniczący Komisji Gubernialnej (organu władz gubernatora Galicji), jak i generał Hlawaczek, odmówili spełnienia tego postulatu. Wezwali jednak mieszkańców do pilnowania własnych kamienic, zaś na ulice Krakowa wysłano silne patrole żołnierzy garnizonu, które miały pilnować porządku.
Stan wzmożonej podejrzliwości utrzymał się również następnego dnia. „Czas” zamieszczał kolejne informacje, które miały wskazywać na podpalenia jako przyczynę wielkiego pożaru, choć zarazem dziennikarze podkreślali, że nie wierzą w to, by pośród mieszkańców miasta mogli pojawić się ludzie, zdolni do dokonania takiego czynu. Wedle zebranych doniesień pod kościołem Mariackim znaleziono podrzuconą siarkę, ogień w kościele św. Józefa miał pojawić się nie od zewnątrz, ale na strychu, zaś kościół Dominikanów ponoć zaczął palić się od strony ulicy Szerokiej, kiedy ta jeszcze nie była objęta płomieniami. Na Krowodrzy omal nie doszło do samosądu nad mężczyzną, przy którym znaleziono proch. Aby uspokoić ludność, dowództwo garnizonu zapowiedziało wprowadzenie sądu wojennego, który w ciągu doby osądzi i skaże ewentualnych podpalaczy. Informacja o tym spotkała się z przychylną reakcję mieszkańców miasta.
Nastroje wkrótce potem zaczęły się uspokajać. 21 lipca Komisja Gubernialna ogłosiła, że nie odkryto jeszcze żadnych faktycznych dowodów na działalność podpalaczy, śledztwo jednak będzie kontynuowane. Także w „Czasie” pojawiły się teksty uznające przytaczane wcześniej dowody za zbyt wątłe, nie potwierdzone przez żaden z sądów. W ślad za tym skłaniano się do odrzucenia informacji o podpaleniu. Fryderyk Hechel w podobnym duchu komentował pożar (zapiska z 26 lipca):

To tylko dodać muszę, iż pomimo upowszechnionego w mieście mniemania, jakoby ogień w kilku miejscach podłożony został w celu wzniecenia jakiegoś zaburzenia lub okradzenia palących się mieszkańców, zbrodnia tak szkaradna miejsca nie miała. Lud prosty głupi i kobiety tak wielkim niespodziewanym ogniem przestraszone to mniemanie bezzasadnie utrzymywały, a nawet kilka osób o podpalenie podejrzanych schwytano i uwięziono, bliższe atoli onych śledztwa fałsz oskarżenia oczywiście okazały.

Ostatecznie śledztwo wykazało, że ogień zaprószony został przypadkowo. Winnych nieumyślnego spowodowania pożaru pociągnięto do odpowiedzialności przed sądem. Mimo to przez resztę roku wszelkie kolejne niewielkie pożary część mieszkańców miasta brała za dzieło podpalaczy.

### Postawa władz austriackich
Władze austriackie nie pozostały bezczynne podczas wielkiego pożaru, a ich działalność nie ograniczyła się jedynie do zbadania przyczyn pożogi i szukania rzekomych podpalaczy. Austriacy zaangażowali się również w samą walkę z ogniem. Wśród kierujących akcją gaśniczą znaleźli się Ettmayer i Hlawaczek, komendant garnizonu, do pomocy włączył się również starosta grodzki. Dla wsparcia mieszkańców miasta i nielicznej straży pożarnej skierowano policję i oddziały wojska. Wedle informacji zawartych w „Czasie”, żołnierze z ofiarnością brali udział w tej akcji. Trzy kompanie całkiem zniszczyły wówczas mundury, kilku oficerów austriackich wyróżniło się w walce z ogniem, a oddział minerów za dzielną postawę nagrodzono sumą dwudziestu złotych reńskich, którą jednak żołnierze przekazali na rzecz pogorzelców.
Mimo to pojawiły się pogłoski, wedle których komendantura nie chciała udostępnić sikawek miejskich, które znajdowały się w jej dyspozycji i zatrzymała je na zamku. Faktycznie zaś tylko jedna z nich pozostała tam, na wypadek pojawienia się ognia w cytadeli twierdzy. W każdym razie po pożarze nie brakło opinii obciążających Austriaków winą za zbyt późne podjęcie akcji gaśniczej czy też złe jej prowadzenie. Krytykowane były przede wszystkim władze wojskowe, które miały wówczas bardzo duży wpływ na funkcjonowanie miasta, z racji stanu oblężenia, wprowadzonego w styczniu 1849 roku, z powodu powstania węgierskiego. W ten sposób komentował pożar Walerian Kalinka, wedle którego uzyskanie zgody od komendanta na użycie sikawek okazało się trudne i czasochłonne, a co za tym idzie opóźniło skierowanie ich do walki z ogniem. Ponadto podczas akcji gaśniczej, wojsko miało ratować tylko budynki należące do administracji rządowej, a utworzywszy wokół nich kordony, nie dopuszczało do gaszenia innych kamienic i domów.
Jeszcze ostrzejszą w tonie opinię sformułował Józef Louis ojciec, według którego całą odpowiedzialność za pożar i zniszczenie miasta, ponoszą władze austriackie. Jak podaje w swoich zapiskach, zarówno rząd, jak i dowództwo wojskowe, ciągle podejrzewały, że w Krakowie może dojść do wybuchu rewolucji. Przez to przekonanie wprowadzono ścisłą kontrolę nad dotychczasowym systemem ostrzegania mieszkańców o pożarze, który według Louisa za czasów Wolnego Miasta, działał doskonale. Jednak Austriacy przypuszczali, że może zostać wykorzystany do wywołania zamieszek. Dlatego też zarządzono, że stróż po zauważeniu ognia nie mógł od razu bić na alarm, tylko musiał wpierw dać znać na odwach przy Wieży Ratuszowej. Następnie oficer dyżurny posyłał żołnierza z raportem do komendantury na Stradomiu, skąd kierowano do odwachu jednego z adiutantów. Ten, po zapoznaniu się z sytuacją, jeśli nie była to próba wywołania zamieszek, nakazywał oficerowi dyżurnemu pozwolić stróżowi na wszczęcie alarmu. Według Louisa, głupie, nieuzasadnione podejrzenia doprowadziły do zmarnowanie cennego czasu. Przez to młyny próbowała gasić zbyt mała liczba osób, a gdy wreszcie zawiadomiono większość mieszkańców, było już za późno na ich uratowanie, ogień zaś mógł swobodnie przerzucać się na inne budynki.
Wydaje się jednak, że powyższe informacje są mocno przesadzone i władze wojskowe nie odegrały aż tak negatywnej roli podczas pożaru. Hechel, współczesny Louisowi, w swoich zapiskach odpowiedzialnością za lipcowe wydarzenie obciąża po równi rząd, policję, jak i samych mieszkańców. Faktycznie pożar, któremu sprzyjały warunki pogodowe (susza i wiatr), rozprzestrzenił się na tak duży obszar miasta i okazał się wyjątkowo niszczący głównie z powodu słabej organizacji i kiepskiego wyposażenia ówczesnej krakowskiej straży pożarnej, lekceważenia przez mieszkańców przepisów przeciwpożarowych, braku zachowania odpowiednich środków ostrożności czy wreszcie lichej, łatwopalnej zabudowy, obecnej nie tylko na przedmieściach, ale i w centrum.

## Skutki pożaru

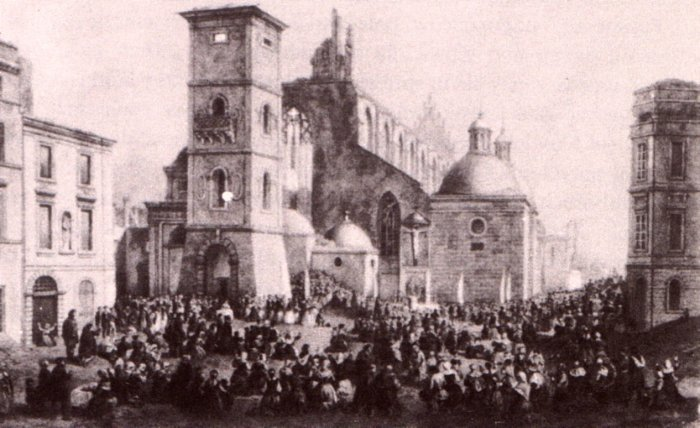
Nabożeństwo na gruzach kościoła Świętej Trójcy po pożarze. Oryginał rysunku w zbiorach Biblioteki Jagiellońskiej

### Ofiary śmiertelne i ranni
W trakcie pożaru zginęło pięć osób. Wszystkie straciły życie 18 lipca.
Ich tożsamość znana jest dzięki informacjom zawartym w „Czasie” i relacji Józefa Louisa ojca. Śmierć ponieśli:
- małżeństwo Żebrowskich – zginęli w swoim szynku na Gołębiej, którego nie chciał opuścić mąż;
- starsze wiekiem małżeństwo Ziobrowskich – zaskoczeni ogniem nie zdążyli opuścić swojej kamienicy na Gołębiej;
- Filipowski, właściciel domu na Stolarskiej, starszy wiekiem, z racji choroby został przeniesiony do klasztoru dominikanów (jako bardziej bezpiecznego miejsca), lecz gdy pożar ogarnął i te zabudowania nie zdołał się uratować[38].

Do tej listy ofiar można też dodać sześćdziesięcioletnią służącą urzędnika Zakrzeskiego, która uciekając z płonącego domu, wyskoczyła przez okno i zmarła w wyniku odniesionych obrażeń. Oprócz tego w „Czasie” znalazły się wzmianki o śmierci kilkorga dzieci, lecz nie zostały one potwierdzone.
Liczba rannych jest nieznana, z pewnością jednak była dość znaczna. Ludzie odnosili obrażenia zarówno uciekając przed ogniem, jak i próbując walczyć z żywiołem. Wiadomo jedynie, że podczas akcji gaszenia pożaru piętnastu spośród krakowskich policjantów zostało rannych, jeden zaś miał ponieść śmierć, ale informacja ta nie została potwierdzona. Prócz tego kilku uczestników akcji gaszenie pożaru na Kleparzu 26 lipca odniosło dotkliwe obrażenia.

### Bilans zniszczeń
Straszny jest widok naszego miasta: jako zamki porozwalane sterczą czarne, okapciałe mury, a przez okna wyzierają stosy zsypanych rumowisk, pod któremi przepadły na długo, może na zawsze majątki naszych obywateli. Ze zgliszczów kurzą się jeszcze gdzieniegdzie dymy, tli się w pułapach ostatni ślad tej fatalnej plagi, która główną część miasta naszego w perzynę obróciła.

Pożar przyniósł ogromne straty, strawił bowiem, poza zabudową o charakterze przedmiejskim przy Krupniczej i Polnej, także ścisłe śródmieście. Zniszczeniu uległy prawie wszystkie budynki przy Gołębiej, Wiślnej, Franciszkańskiej, Brackiej, Grodzkiej (do przecięcia ze św. Józefa), Stolarskiej, jak również południowa pierzeja Małego Rynku oraz południowa i połowa wschodniej pierzei Rynku Głównego. Spłonęły cztery kościoły, trzy klasztory, dwa pałace, ważne dla funkcjonowania miasta młyny i jatki mięsne, oraz, jak się powszechnie przyjmuje, około 160 domów i kamienic. Inne szacunki podają 150, 165, 170 lub 180 strawionych obiektów tego typu. Bez dachu nad głową znalazło się około tysiąca rodzin, jak również spora grupa uczniów Liceum św. Anny, Instytutu Technicznego i Uniwersytetu Jagiellońskiego.
Szacunki określające finansowy wymiar zniszczeń podają rozbieżne liczby, zresztą w dwóch różnych walutach. Całość strat oszacowano na około milion złotych reńskich. Wartość zniszczonych budynków miała sięgnąć sumy 3 858 000 złotych polskich.
Z kolei utracony przez pogorzelców majątek, ruchomy i nieruchomości, szacowano łącznie na 4 592 000 złotych polskich.

### Straty kulturalne
Wielkie straty, choć niewymierne, miasto poniosło w zakresie dóbr kultury. Pożar strawił wiele zabytkowych budowli, wraz z którymi bezpowrotnie przepadło ich wyposażenie. Tak stało się z kościołami Franciszkanów i Dominikanów, które utraciły swój bogaty wystrój. Oprócz tego w ogniu przepadły liczne prywatne kolekcje dzieł sztuki i księgozbiory.

#### Kościoły i pałace

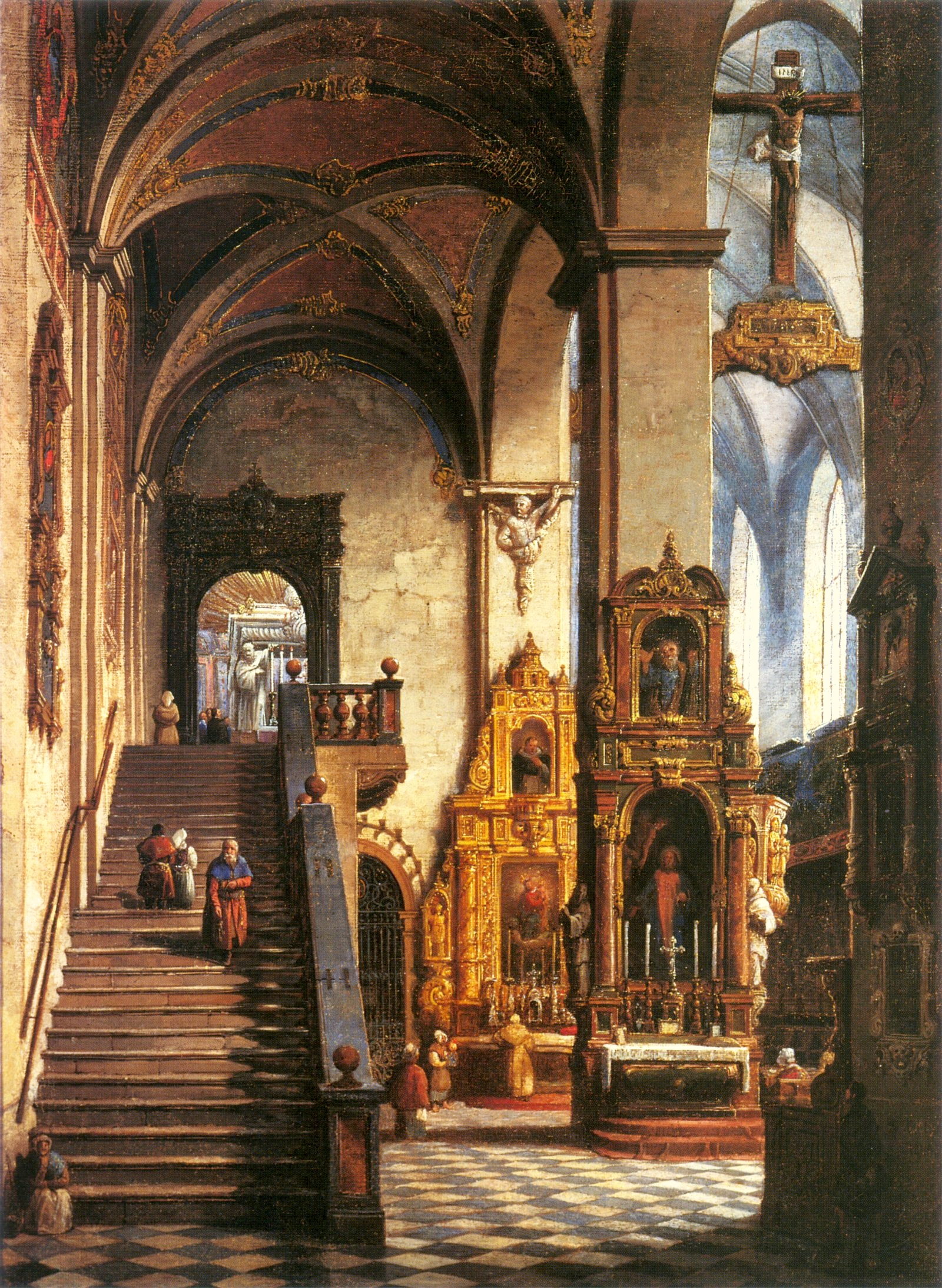
Wnętrze kościoła Świętej Trójcy przed pożarem, nawa północna

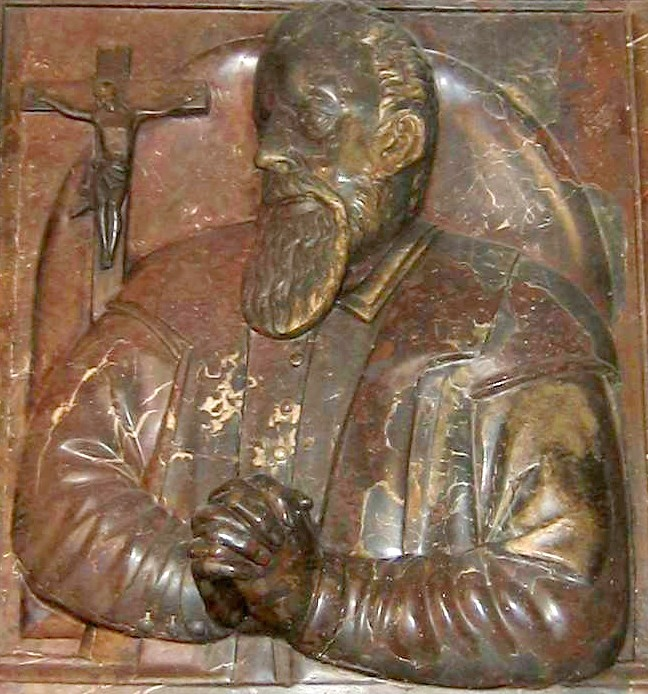
Fragment nagrobka Sebastiana Petrycego z kościoła Franciszkanów. Zniszczony podczas pożaru, zrekonstruowany dopiero w 1930 roku

Ogień strawił praktycznie cały kościół Świętej Trójcy i stojącą przed nim dzwonnicę. Ruina zabytkowej budowli powiększyła się jeszcze w dwa tygodnie po pożarze, 3 sierpnia, kiedy to runął zachodni szczyt świątyni, niszcząc sklepienie nawy głównej i część sklepienia północnej nawy bocznej. Wśród utraconego wyposażenia znalazł się ołtarz główny z drugiej połowy XVII wieku, wykonany z polichromowanego i złoconego drewna, kilka obrazów pędzla Tomasza Dolabelli oraz dwa zespoły stall w prezbiterium. Jeden z nich, ustawiony narożniku południowo-zachodnim był dziełem brata Michała z końca XVI stulecia (stalle zdobione były płaskorzeźbami przedstawiającymi sceny z życia św. Dominika, a wieńczył je ganek muzyczny), natomiast drugi, usytuowany naprzeciw, powstał po 1668 roku i widniały nań sceny z życia św. Jacka. Wraz z nimi spłonęły ozdobne tkaniny, zdobyte pod Wiedniem, dar Jana III Sobieskiego dla biskupa Jana Małachowskiego, który przekazał je później dominikanom. W nawach pastwą płomieni padła ambona z baldachimem, cykl obrazów (zawieszonych pod oknami i w przyłuczach arkad) z 1698 roku poświęcony dominikańskim świętym, kilka barokowych ołtarzy projektu księdza Sebastiana Sierakowskiego, ustawionych przy filarach, jak i dwa panneau z płaskorzeźbionymi wyobrażeniami Matki Bożej z Dzieciątkiem i św. Jacka. Pożar przetrwało sklepienie prezbiterium, szczyt wschodni, który jednak został mocno nadwerężony, oraz zakrystia i skarbiec. W przypadku kaplic bocznych, znacznym zniszczeniom uległy te gotyckie, natomiast cztery nowożytne (manierystyczne i barokowe) w niewielkim stopniu zostały uszkodzone.
Zniszczony został zespół nagrobków, jakie znajdowały się w kościele Dominikanów. Ogień zniszczył, umieszczony w prezbiterium, drewniany, polichromowany nagrobek księcia Leszka Czarnego z 1690 roku, a zastawiona przezeń piętnastowieczna płyta nagrobna tego władcy, zupełnie się przepaliła. Przepadły także, umieszczone w kaplicach bocznych, średniowieczna płyta nagrobna kasztelana Klemensa Wątróbki i renesansowe dzieło poświęcone małżeństwu Orlików, Stanisławowi i Katarzynie, dłuta Hieronima Canavesiego. Wykonany z marmuru, grobowiec biskupa Iwo Odrowąża, ustawiony pośrodku prezbiterium, co prawda przetrwał kataklizm, ale został poważnie uszkodzony i mimo późniejszego zabezpieczenia rozsypał się (jego resztki usunięto z kościoła około 1871 roku). Podobny los spotkał pomnik nagrobny Stanisława Zawadzkiego, lekarza, profesora i rektora Akademii Krakowskiej, wykonany w 1580 roku. Znacznemu zniszczeniu uległ poza tym cały klasztor, a wraz z nim budynek biblioteki. W ogniu przepadło około szesnastu tysięcy woluminów, w tym rękopisy pochodzące z XIII wieku. Przechowywany od dziesięciu lat u dominikanów, ozdobny katafalk, na którym spoczywała trumna ze szczątkami Tadeusza Kościuszki podczas uroczystości pogrzebowych w katedrze krakowskiej w 1818 roku, również padł pastwą płomieni. Ocalały jedynie obrazy Michała Stachowicza, które były umieszczone na jego bokach.
W kościele św. Franciszka z Asyżu ogień również strawił całe wyposażenie, co więcej zniszczone zostało sklepienie prezbiterium i transeptu. Pośród spalonych obiektów znalazł się marmurowy ołtarz główny z 1597 roku, słynne wówczas w całej Polsce stalle, wykonane przez brata Antoniego Szwacha (wykładane były hebanem, macicą perłową i srebrem) i obrazy Dolabelli Sąd Ostateczny oraz Chrystus gromiący grzeszników. Prócz tego ogień zniszczył wszystkie pozostałe ołtarze w transepcie i nawie głównej, w tym ołtarz Miłosierdzia, w którym umieszczono otoczone czcią figury Jezusa Miłosiernego i Matki Bożej (obie naturalnej wielkości), portrety papieży malowane al fresco, drewniane posągi Apostołów, ustawione parami przy pilastrach nawy, jak i organy z XVII wieku, określane jako największe w Krakowie. Jedynie kaplice i zakrystia uniknęły większych zniszczeń. Zabudowania klasztorne także zostały spalone, poza krużgankami.
Ogień strawił ponadto liczne nagrobki, wśród nich wykonaną z czerwonego marmuru, płytę nagrobną Eufemii (Femki) Borkowej, żony stolnika Jana Borka (zmarłej w 1373 roku), epitafium Marcina Wybranowskiego z 1638 roku czy nagrobek Sebastiana Petrycego, lekarza i profesora Akademii Krakowskiej.
Unicka świątynia św. Norberta spłonęła wraz z całym wyposażeniem, natomiast księżom i zakonnicom udało się ocalić wnętrze kościoła św. Józefa, który utracił tylko dach oraz dzwony, stopione w ogniu. W klasztorze Bernardynek wypaleniu uległy cele sióstr, natomiast zachowały się biblioteka i archiwum.
Pałac Wielopolskich został prawie całkowicie zniszczony, a wraz z nim przepadły historyczne malowidła z XVII wieku, dzieło nieznanego malarza holenderskiego. Za większą stratę można natomiast uznać spalenie się Pałacu Biskupiego, we wnętrzach którego mieścił się Gabinet Historyczny, swoiste muzeum dziejów ojczystych, urządzone w duchu wczesnego romantyzmu przez biskupa Jana Pawła Woronicza, z pomocą architekta Szczepana Humberta i malarza Michała Stachowicza. Spośród licznie zgromadzonych tam zabytkowych przedmiotów i obrazów historycznych ocalało jedenaście płócien oraz trzy gipsowe popiersia.

#### Zbiory prywatne i inne
Z powodu pożaru przestały również istnieć, częściowo lub całkowicie, liczne prywatne zbiory dzieł sztuki i księgozbiory, zawierające często niezwykle cenne pozycje. W ten sposób Daniel Friedlein, który stracił swój zbiór rycin i bibliotekę, jak również drukarnię i introligatornię, przepadła część zbiorów historyka Wilhelma Gąsiorowskiego (ryciny i numizmaty) oraz obrazy Michała Stachowicza, przechowywane w domu jego syna, Teodora Baltazara. Spaliły się także księgozbiory Józefa Teodora Głębockiego (dotyczący militariów), Konstantego Benoe (prawniczy), Karola Mecherzyńskiego (literacki), Feliksa Radwańskiego młodszego (matematyczno-techniczny), Ludwika Morsztyna (w jego kolekcji znajdowały się m.in. inkunabuły z XV wieku, druki i rękopisy z XVI-XIX wieku, dzieła Bielskiego, Paprockiego i Skargi oraz diariusze sejmowe z XVIII stulecia), Juliana Sawiczewskiego, Jana Kantego Trojańskiego i Antoniego Ostrowskiego.
Do strat w dziedzinie kultury można zaliczyć również spalenie się drukarni i księgarni Józefa Czecha, utratę większości wyposażenia przez Instytut Techniczny, jak również zniszczenie Drukarni Uniwersyteckiej, w której zresztą spłonęła część wydrukowanego nakładu tomu ósmego Historii literatury polskiej autorstwa Michała Wiszniewskiego. Tragiczny pożar, wraz z polityką germanizacji uczelni, zahamował rozwój tej drukarni.

## Pomoc dla pogorzelców
Po pożarze setki osób znalazły się bez dachu nad głową i środków do życia oraz miejsc pracy. Pogorzelcy koczowali na Plantach lub byli goszczeni u krewnych i znajomych. Ich sytuacja była jednak bardzo trudna, zwłaszcza osób mniej zamożnych.

Każdy ocalały dom, każdy stryszek, a nawet piwnice przepełnione były ludźmi, którzy znaleźli się bez dachu nad głową. (...) Przez dni kilka przenosiliśmy się z jednego domu do drugiego, szukając gościnności.

Zbieraniem funduszy na pomoc poszkodowanym zajął się Komitet Pogorzeli. Zawiązany został, za zgodą władz cywilnych i wojskowych, już w drugim dniu pożaru 19 lipca. Przewodnictwo nad nim objęli hrabina Zofia Potocka oraz Wincenty Kirchmajer, kupiec i bankier. Komitet prośby o pomoc skierował nie tylko do mieszkańców Krakowa i społeczeństwa polskiego w trzech zaborach, ale również do większych miast Austrii, Niemiec oraz Francji. Także Komisja Gubernialna rozpoczęła zbieranie funduszy na rzecz pogorzelców. Natomiast Rada Miejska dość szybko zaczęła otrzymywać wsparcie finansowe od innych polskich miast, lecz na polecenie Komisji Gubernialnej, musiała, mimo protestów, zaprzestać zbierania pieniędzy. Radni, nieufnie traktowani przez władze austriackie, mieli również duże problemy z porozumieniem się z Komitetem Pogorzeli oraz Komitetem Właścicieli Domów, dbającym o interesy posiadaczy nieruchomości.
Największe sukcesy w zbieraniu funduszy odniósł Komitet Pogorzeli, który działał do 1853 roku. Kwota przezeń pozyskana wyniosła ponad dwieście tysięcy złotych reńskich, z czego jedna czwarta sumy została przekazana na odbudowę zniszczonych kościołów. Pieniądze napływały z różnych stron, zarówno od osób prywatnych, jak i stowarzyszeń, gmin, cechów, wszelakich instytucji i organizacji. Składki na rzecz pomocy pogorzelcom zbierano między innymi w Warszawie, Lwowie, Poznaniu, Hamburgu, Wiedniu, Paryżu oraz w różnych miejscowościach uzdrowiskowych. Pieniądze przekazali również Melchior von Diepenbrock, biskup Wrocławia, kardynał de Bonald, arcybiskup Lyonu oraz papież Pius IX, który ofiarował sumę dwudziestu tysięcy franków, z zastrzeżeniem, że połowa przeznaczona jest na kościoły. Oprócz tego wiele osób ofiarowało do sprzedania komitetowi dzieła sztuki i kosztowności, ze sprzedania których dochód miał trafić do ofiar kataklizmu. Nie brakło również przekazywania na rzecz pogorzelców odzieży, lekarstw czy wreszcie materiałów budowlanych. Do akcji pomocy włączyli się również ludzie kultury. Przykładowo, Wacław Hanka przekazał dochód uzyskany z wydania tłumaczenia zbiorów jego polskich pieśni na czeski, natomiast obraz malarza Józefa Kurowskiego Kraków po pożarze, widok ze sklepienia kościoła Dominikanów ku zachodowi wystawiono publicznie, a pieniądze za wstęp (po 3 grosze od osoby) przekazano na rzecz pogorzelców. Natomiast Komisja Gubernialna zbierała środki drogą urzędową: poprzez magistraty, komendy wojskowe, a w przypadku wpłat z zagranicy poprzez konsulaty austriackie. Jako że była organem władz państwowych, nie ogłosiła sprawozdania ze swojej działalności i nie wiadomo dokładnie, jaką sumę udało się jej zebrać, choć zapewne była ona dość znaczna.
Część najszybciej zebranych przez Komitet Pogorzeli i komisję środków finansowych rozdysponowano jeszcze w trakcie trwania pożaru. Przeznaczono je na zakup kilku tysięcy bochenków chleba i gorących posiłków, które bezpłatnie rozdano pogorzelcom. Oprócz tego sumę trzydziestu tysięcy złotych reńskich, dar cesarza Franciszka Józefa I (przekazany już trzy dni po pożarze), spożytkowano na zasiłki, bardzo różnej wysokości (od 1 do 250 złotych), za które poszkodowani mogli wynająć mieszkania czy też zakupić narzędzia do pracy. Komitet dostarczał również wozów do transportu ocalałego mienia.
W ciągu następnych miesięcy po pożarze pomoc dla pogorzelców wyglądała już nieco inaczej, przy czym nie brakło oskarżeń o marnotrawienie środków, jak i sporów pomiędzy organami niosącymi pomoc. Wzajemne zarzuty publikowano na łamach miejscowego „Czasu”, jak i w austriackich gazetach. Komitet Pogorzeli z reszty zebranych przez siebie pieniędzy wypłacał rekompensaty pokrzywdzonym przez żywioł. Właściciele kamienic, które uległy spaleniu, otrzymywali sumy sięgające 18,5% wartości utraconych budynków. Na rzecz posiadaczy ruchomości zniszczonych w pożarze (jak np. wyposażenie warsztatów rzemieślniczych) przeznaczano zwykle 10% wartości straconego dobytku. Oburzenie części mieszkańców miasta, poza fałszywymi zgłoszeniami i zawyżaniem roszczeń, budził również fakt, że wśród osób, które otrzymały wsparcie finansowe, znaleźli się przedstawiciele najzamożniejszych warstw społecznych m.in. hrabia J. Siemieński, Ludwik Morsztyn, H. Kaczkowska czy baron Karol Larysz. Komitet Pogorzeli oskarżano o dbanie wyłącznie o interesy ludzi zamożnych i właścicieli kamienic. Z kolei Komisja Gubernialna wypłaciła posiadaczom budynków sumy wynoszące około 10% ich wartości nieruchomości, jak również pewne środki przeznaczyła na wsparcie urzędników państwowych oraz osób najbiedniejszych, służby i robotników. Jednak nawet i to nie u wszystkich budziło sympatię, część bogatszych osób uważała to za marnotrawstwo.
Poza przekazywaniem pieniędzy podejmowano też inne działania. Rada Miejska nie dysponując żadnymi środkami finansowymi, zwalniała poszkodowanych od opłat miejskich, jak również automatycznie przedłużała im koncesje. Poza tym władze austriackie, aby ułatwić odbudowę miasta, zwolniły od ceł materiały budowlane importowane z Kongresówki i Prus, na pewien czas zawiesiły także podatek konsumpcyjny od żywności oraz przekazały około sto tysięcy złotych reńskich na odbudowę budynków rządowych.

## Odbudowa

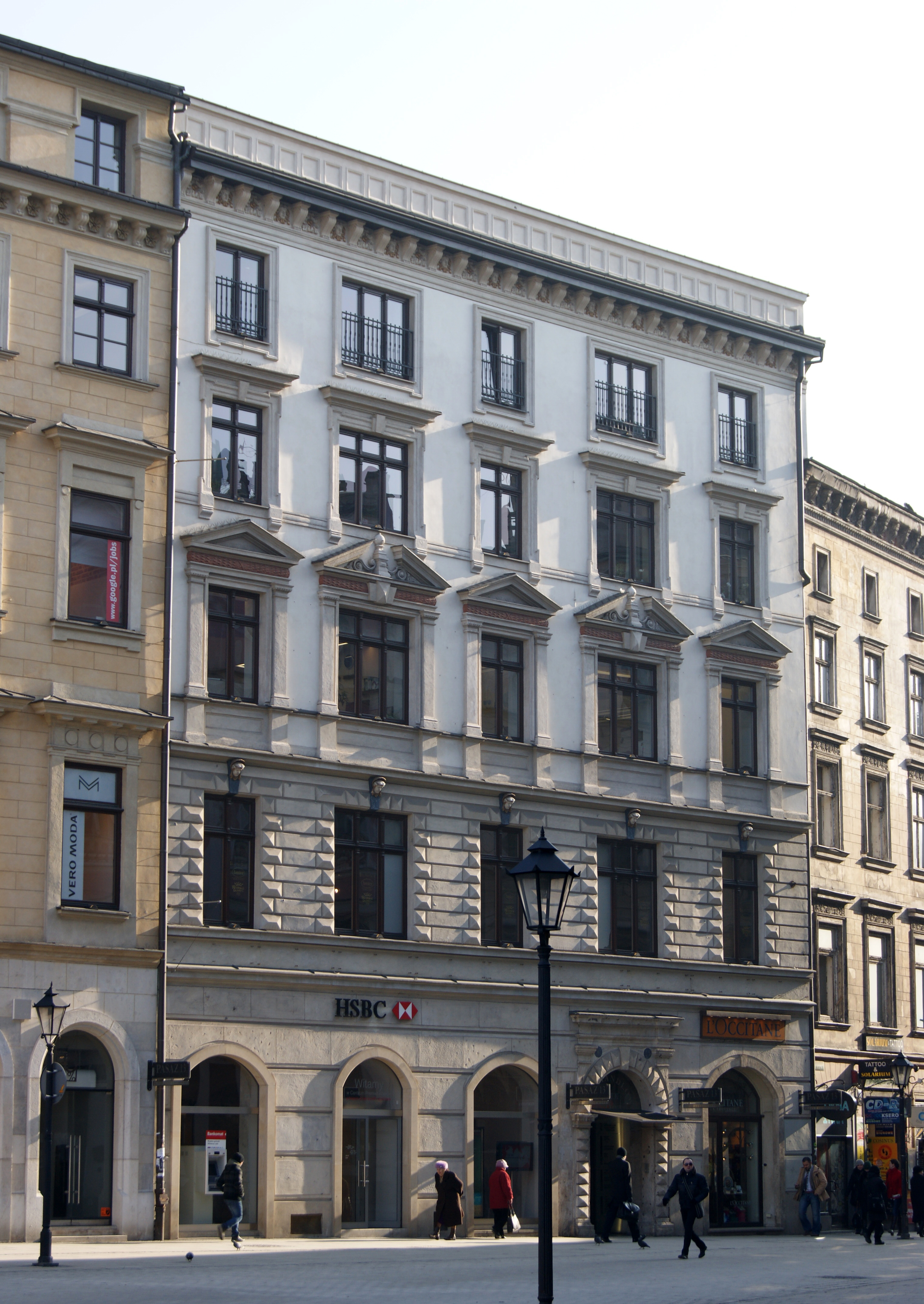
Kamienica Pod Złotą Głową, jedna ze zniszczonych w pożarze

### Finansowanie prac
Pożar z lipca 1850 roku był dla Krakowa wielką klęską i kolejnym nieszczęściem po niedawnym zbombardowaniu miasta przez wojsko austriackie w trakcie Wiosny Ludów (1848). Po zakończeniu akcji gaśniczej oraz udzieleniu pomocy najbardziej potrzebującym, władze miasta i jego mieszkańcy stanęli przed koniecznością odbudowy spalonej dzielnicy. Początkowo nie brakło opinii nad wyraz pesymistycznych, wedle których nie było szans na realizację takiego przedsięwzięcia. Faktycznie, sytuacja ekonomiczna nie była korzystna i nie sprzyjała kosztownej odbudowie. Miasto nadal pogrążone było w kryzysie gospodarczym, wywołanym wcieleniem go do austriackiego obszaru celnego i zwiększeniem podatków, co miało miejsce w 1847 roku, kiedy to również Kraków dotknęła klęska głodu.
Możliwość samodzielnego sfinansowania odbudowy zniszczonych budynków mieli jedynie ziemianie, posiadacze miejskich rezydencji, i zamożniejsi mieszczanie, parający się handlem, bankierstwem lub czerpiący dochody z majątków ziemskich. W Krakowie nie było instytucji zdolnej do udzielenia większych kredytów, sumy przekazane z Komitetu Pogorzeli czy Komisji Gubernialnej nie były w stanie pokryć całości kosztów, jakie niosła za sobą odbudowa, dodatkowo wielu właścicieli kamienic miało hipoteki obciążone znacznymi długami. Także odszkodowania, wypłacane przez towarzystwa asekuracyjne (łącznie na kwotę trzydziestu jeden tysięcy złotych reńskich) nie odpowiadały potrzebom. Niska wysokość tych sum, rekompensująca niewielką część rzeczywistej wartości zniszczonego budynku, była wynikiem ubezpieczania nie całego domu, lecz tylko jego góry: dachu, poddasza i ostatniego kondygnacji. Wielu poszkodowanych w ogóle nie otrzymało żadnych pieniędzy, bowiem nie ubezpieczyli się od pożaru lub nie uiścili wcześniej wszystkich wpłat, ze względu na problemy finansowe. Nie brakło również zwyczajnego zlekceważenia zagrożenia ogniem, bowiem Kraków w ciągu ostatnich lat nie został dotknięty większym pożarem.
W takiej sytuacji jedynym wyjściem było zaciągnięcie dużej pożyczki na odbudowę miasta. Wśród instytucji, które mogłyby jej udzielić, widziano banki austriackie lub zagraniczne, ewentualnie skarb państwa. Bardzo wcześnie apelować o zaciągnięcie pożyczki zaczął Komitet Właścicieli Domów, zawiązany 29 lipca w celu reprezentowania interesów posiadaczy nieruchomości. Skupiło się w nim około stu pięćdziesięciu osób. Wysuwano różne projekty dotyczące pożyczki, wśród których najgłośniej było o pomysłach komitetu. Jego członek Hilary Meciszewski już wcześniej zaproponował na łamach „Czasu” powiązanie pożyczki z moratorium dla właścicieli kamienic, którzy przez okres 20–30 lat mogliby nie spłacać długów. Jednak Rada Miejska, na posiedzeniu 2 września, broniąc interesów licznych wierzycieli, odrzuciła ten projekt. Argumentowano przy tym, że jest niezgodny z przepisami miejskimi i pomija kościoły oraz budynki należących do zakonów. Także kolejna inicjatywa komitetu, założenie Towarzystwa lub Kasy Umorzenia, które miało wypuścić obligacje i dzięki któremu dłużnicy mogliby spłacić swoje długi w przeciągu 28 lat, nie został zaakceptowany, także w Wiedniu, dokąd udali się przedstawiciele komitetu we wrześniu 1850 roku, by przekonać rząd do swego pomysłu.
Rada Miejska zdecydowała się na zaciągnięcie pożyczki od skarbu państwa. Pierwotnie planowano pozyskanie bezprocentowo sumy dwóch milionów złotych reńskich, wraz z dodatkowymi kwotami na wywóz wielkich ilości gruzu, zabezpieczenie przepalonych murów i zakup nowego sprzętu dla straży pożarnej. Do Wiednia wezwano delegatów rady, w celu opracowania ostatecznego projektu pożyczki. Jednak negocjacje okazały się trudne i bardzo powolne, bowiem władze państwowe starały się ograniczyć do minimum postulowaną kwotę, co uzasadniano trudną sytuacje skarbu cesarstwa. W grudniu 1850 roku przedstawiciele Rady Miejskiej, notariusze Korytowski i Ekielski, zgodzili się na powołanie Towarzystwa Umorzenia i przyjęcie czteroprocentowej pożyczki w wysokości miliona złotych reńskich. Jednak rada nie zatwierdziła tych ustaleń, uważając iż jej przedstawiciele przekroczyli swoje pełnomocnictwa. Próby wytargowania większej sumy nie dały jednak efektu i 16 stycznia 1851 roku przegłosowano projekt akceptujący pożyczkę na sumę miliona złotych, odrzucając ostatecznie inicjatywy Komitetu Właścicieli Domów. Uchwała ta została następnie wysłana do zatwierdzenia przez namiestnika Gołuchowskiego we Lwowie i rząd wiedeński. Ostatecznie jednak decyzje w tej sprawie zapadły dopiero w czerwcu 1851 roku. Pożyczka, udzielana na cztery procent, miała wynieść pięćset tysięcy złotych reńskich, przy czym potrącono z tej sumy pięćdziesiąt tysięcy, które wypłacono wcześniej na usunięcie gruzu, poszerzenie ulic i sprzęt dla straży. Nie mogły starać się o nią osoby, które nabyły już spalone nieruchomości. Spłata miała nastąpić w ciągu 20 lat (przy czym pierwsze trzy lata były wolne od spłacania), poza tym pożyczkobiorcy zwalniani byli od opłat stemplowych, jak i na okres pięciu lat od podatków. Pożyczana suma wynosiła zwykle nie więcej niż połowę wartości nieruchomości, tylko w wyjątkowych sytuacjach trzy czwarte. Aby uzyskać pożyczkę należało przedstawić kosztorys budowy, ubezpieczyć nieruchomość od pożaru, uzyskać zgodę wierzycieli na wpisanie rządu na miejscu pierwszym w hipotece oraz otrzymać poręcznie gminy, która swymi dochodami i majątkiem gwarantowała spłatę. Gdyby to nie wystarczyło planowano nałożenie przymusowych składek na wszystkich mieszkańców miasta.
W sierpniu 1851 roku powołano komisję rozpatrującą wnioski o pożyczkę, na czele której stanął radny Konstanty Benoe. Bardzo skrupulatnie badano kosztorysy oraz stan zadłużenia nieruchomości wnioskodawców. Pożyczkę wypłacano w dwóch lub trzech ratach, w miarę postępu prac budowlanych. W ten sposób starano się nie dopuścić do przeznaczania tych pieniędzy na inne cele i zarazem wymusić na właścicielach przestrzeganie nowych przepisów budowlanych. Z tej formy pomocy skorzystała ponad połowa właścicieli domów. W 1852 roku wprowadzono nawet dodatkowe ułatwienia dla osób mających do tej pory problemy z uzyskaniem pożyczki. Ostatnie podanie przyjęto w 1860 roku, a kwotę pięćdziesięciu trzech tysięcy złotych reńskich, która pozostała niewykorzystana, rozdano pomiędzy 685 osób poszkodowanych w pożarze. Pożyczka, o którą zabiegano tak długo, okazała się bardzo pomocna w dziele odbudowy, choć nie brakowało negatywnych ocen warunków na jakich została udzielona.

### Przebieg odbudowy

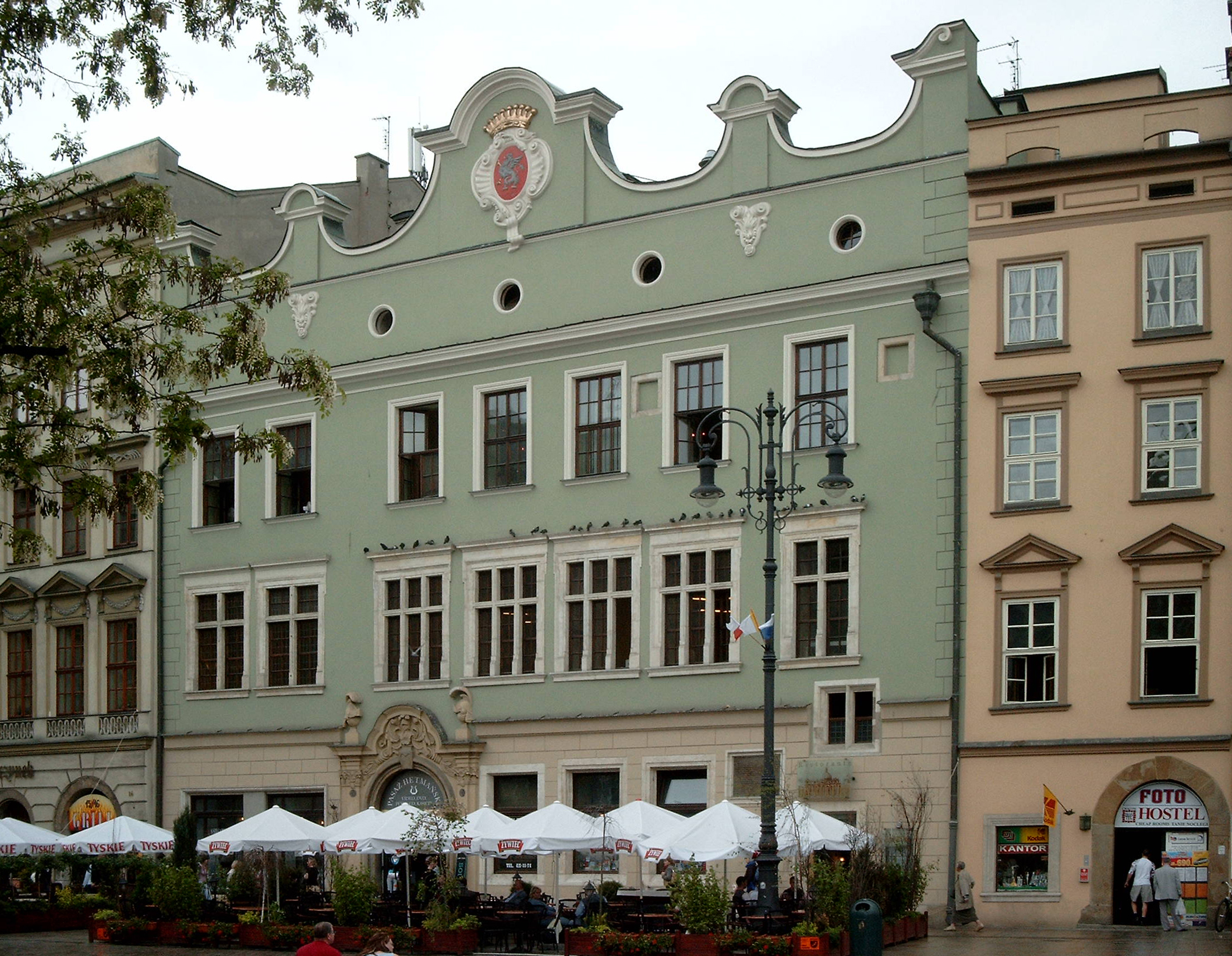
Kamienica Hetmańska, strawiona przez ogień podczas pożaru, jej odbudowę zakończono w 1853 roku. Po prawej, za rzędem trzech okien na parterze, umieszczono tablicę poświęconą pożarowi

Pierwsze, przygotowawcze prace, podjęto niedługo po pożarze. Polegały one na usunięciu gruzu z ulic i wnętrz domów oraz rozbiórce grożących zawaleniem budynków, burzonych najczęściej do fundamentów. Próby odbudowy z wykorzystaniem przepalonej cegły kończyły się katastrofami – budynki się zawalały i dlatego zrezygnowano z takich działań. Poza tym usunięto z ulic kramy handlowe, by nie przeszkadzały w porządkowaniu pogorzeliska, jak również zorganizowano tymczasowe jatki rzeźnicze, które usytuowano na placu Szczepańskim.
Dzięki pozyskanym funduszom odbudowa spalonych części miasta prowadzona była z dużym natężeniem. W znacznej mierze ożywiła cywilny ruch budowlany w Krakowie, który skoncentrował się w ciągu następnych piętnastu lat właśnie na likwidacji skutków pożaru. Na szerszą skalę prace tego rodzaju podjęto w 1851 roku, jedynie bogatsza część właścicieli spalonych nieruchomości odbudowała swoje domy jeszcze przed początkiem zimy 1850 roku.
Stosunkowo łagodny przebieg tej pory roku pozwolił na dość wczesne rozpoczęcie odbudowy kolejnych budynków. Zmieniona po lipcowej pożodze instrukcja budowlana, jak i przepisy antypożarowe, opracowane przez Karola Kremera, doprowadziły do zastosowania nowych technik (zaczerpniętych dzięki kontaktom z Austrią czy nawet Anglią) oraz materiałów – blachy, asfaltu, łupku, cementu portlandzkiego – sprowadzanych najczęściej z pruskiego Śląska. Korzystano przy tym z wprowadzanej ulgi celnej na materiały budowlane. Z Katowic, Rybnika i Gliwic importowano również cegłę i dachówki, bowiem cegielnie Kazimierza oraz Podgórza nie były w stanie pokryć tak wzmożonego zapotrzebowania, zwłaszcza że część ich produkcji była przeznaczona na potrzeby obiektów wojskowych, elementów powstającej wokół Krakowa twierdzy. Oprócz tego brakowało również ludzi do pracy, ponieważ w tym samym czasie trwały roboty kolejowe oraz wspomniane już prace fortyfikacyjne. Zatrudniano więc przyjezdnych budowniczych i cieśli m.in. z Wrocławia. Pracę przy odbudowie znajdowali także fuszerzy i czeladnicy z cechów innych niż murarski (szczególnie liczni pochodzili spośród krawców i szewców). Dzięki temu prace mogły postępować stosunkowo szybko.
W ich trakcie wiele domów wzniesiono zupełnie od podstaw, a w przypadku tych lepiej zachowanych często podejmowano kosztowne i gruntowne przebudowy, rezygnując z prac na mniejszą skalę. Celowo starano się ujednolicać fasady sąsiadujących kamienic, przy czym elewacje prezentowały się skromnie, bez bogatych obramień i z ograniczoną ornamentyką. Wyjątkiem były domy przy ulicy Grodzkiej. Wśród istotnych zmian w stosunku do stanu budynków przed pożarem należy wymienić likwidowanie wielkich sieni wjazdowych, jak również attyk, co połączone było z dodawaniem kondygnacji strychowej i płaskich dachów. Łączono także spalone nieruchomości w większe budowle: i tak pałac Rosenthalów wzniesiono z dawnej kamienicy Koniecpolskich i kamienicy Młodziejowskich (zwanej też Roszkowiczowską lub Korycińskich), natomiast pobliski pałac Larischa, skupił w sobie dawny pałac Stefana Jordana, oficynę przy placu Wszystkich Świętych i kamienicę Rutkowskiego. Oba gmachy zostały zwrócone fasadami w stronę południową.
Ambroży Grabowski tak opisywał efekty odbudowy:

Część miasta, która nieszczęściu uległa, przybiera nader piękną postać. Wznoszą się okazałe domy, według pięknych pomysłów tegoczesnego budownictwa, budowane z trwałych materiałów i już nie dachami drewnianymi, gontami nakryte, ale dachówką, blachą żelazną lub cynkiem – co już od podobnego nieszczęścia chronić będzie; wewnątrz schody kamienne i wszystko z trwałego materiału, aby wewnątrz zdarzony pożar jak najmniej miał drzewa na żer okropnemu żywiołowi.

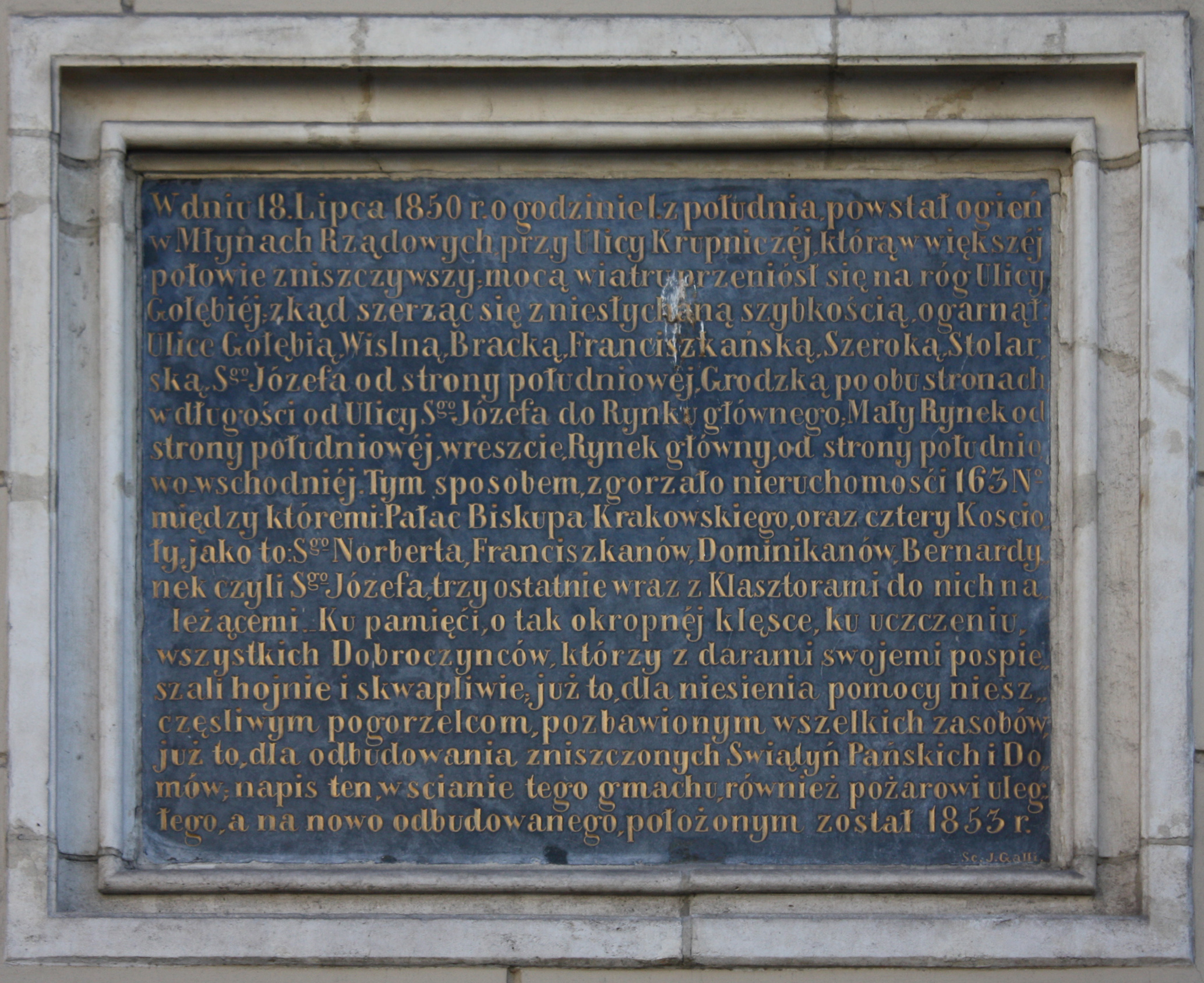
Tablica na elewacji kamienicy Hetmańskiej upamiętniająca pożar miasta w 1850 roku

Prace nie postępowały jednak równolegle i z podobnym natężeniem we wszystkich miejscach dotkniętych pożarem, różny był zatem czas ich zakończenia. Jeszcze w pierwszą rocznicę pożaru żaden ze strawionych ogniem domów nie był zamieszkany. We wrześniu 1852 roku oddano do użytku Instytut Techniczny, gruntownie przebudowany pod kierunkiem Tomasza Majewskiego. Już rok później zakończono prace budowlane przy Rynku Głównym i Grodzkiej. W 1855 roku wzniesiono stałe jatki rzeźnicze, według projektu Pawła Barańskiego, usytuowane w miejscu spalonych, znajdujących między klasztorem Dominikanów a Plantami. Trzy lata później zakończono prace na Brackiej i Wiślnej. Z kolei w 1860 roku odbudowana była już zabudowa na Stolarskiej, a rok później przy tej ulicy, w miejscu spalonych budynków i muru klasztornego, wzniesiono nowe Kramy Dominikańskie. W tym czasie większa część spalonej dzielnicy podniosła się już ze zniszczeń, w ruinie pozostały jedynie budynek Drukarni Uniwersyteckiej oraz jedna lub dwie dawne bursy przy Gołębiej. Dużo gorzej sytuacja wyglądała na Kleparzu – do 1860 roku odbudowano tam zaledwie jeden dom.
Natomiast Dolne Młyny, miejsce gdzie rozpoczął się pożar, długo jeszcze pozostawały w ruinie. W ich sąsiedztwie odbudowywano zniszczone domy, a w 1858 roku wzniesiony nowy mostek nad Rudawą i wykonane drewniane ocembrowanie młynówki. Dopiero w 1864 roku spółka Arnolda Kappaparta, Wolfa Schönberga i H. Eibenschütza odbudowała budynek w nowej, trzypiętrowej formie, zaś rok później zamontowano w nim nowoczesny młyn parowy.
Odbudowa spalonej części miasta była też okazją do regulacji i poszerzenia kilku ulic, Najważniejszą tego rodzaju zmianę wprowadzoną na Grodzkiej, w jej części północnej, między Rynkiem Głównym a placem Wszystkich Świętych. Ze względu na coraz większy ruch pojazdów i ludzi zdecydowano, że fasady nowo wznoszonych kamienic w pierzei wschodniej zostaną przesunięte o około trzy metry i w ten sposób stosunkowo wąski odcinek ulicy zostanie poszerzony. Mimo protestów osób pragnących zachować dawny, średniowieczny wygląd Grodzkiej, zamysł ten został zrealizowany i spotkał się z aprobatą większości mieszkańców. Natomiast bez większych kontrowersji uregulowano przebieg ulicy Dolnej przy młynie (obecnie Dolnych Młynów), gdzie zaczęto też wznosić znacznie solidniejsze, murowane budynki oraz poszerzono Franciszkańską, poprzez likwidację części ogrodu braci mniejszych (wcześniej od nich wykupionego) i wyburzenie kamieniczki, stojącej przy kaplicy Męki Pańskiej kościoła św. Franciszka z Asyżu, która zajmowała część ulicy. W 1861 roku zaś uporządkowywano wylot Siennej, gdzie spalone domy rzeźników zostały zburzone, fundamenty zasypane, a wolny po nich teren włączono w obręb Plant.

### Renowacja kościołów i pałaców
Równocześnie z porządkowanie pogorzelisk i pierwszymi pracami nad odbudową spalonych domów, pojęto się odnowy kościołów zniszczonych przez ogień. W przypadku dwóch spośród nich okazało się to zadaniem długotrwałym, co po części wynikało z finansowania robót ze składek publicznych. Brak funduszy przyczynił się także do długich opóźnień w odbudowie pałaców Biskupiego i Wielopolskich. Jednak przede wszystkim było to efektem różnej skali zniszczeń, jak i specyfiki prac przy obiektach zabytkowych.
Restauracja kościołów Świętej Trójcy i św. Franciszka z Asyżu, stała się ważnym impulsem dla rozwoju działalności konserwatorskiej w Krakowie, a zarazem była etapem w kształtowaniu się polskiej szkoły konserwacji zabytków. Na bazie własnych, miejscowych doświadczeń, w trakcie licznych sporów i dyskusji, formowały się poglądy dotyczące zarówno ogólnej koncepcji restauracji, jak i szczegółowych rozwiązań problemów jakie niosły ze sobą prace nad średniowiecznymi zabytkami, prowadzone na dużo większą skalę niż dotychczasowe.
Najogólniej charakteryzując główne, przeciwstawne stanowiska, to z jednej strony stali zwolennicy puryzmu, zasady czystości stylowej, w myśl której zabytek miano przywrócić do formy pierwotnej, oddającej jego charakter z epoki w której został wzniesiony (nie wahano się przy tym zmieniać oryginalnych elementów architektury średniowiecznej, by je „poprawić”, aby odpowiadały wizji dobrego dzieła). Należało zatem usunąć późniejsze nawarstwienia, często oceniane dość nisko – takie opinie budziła w tym czasie choćby sztuka barokowa. Natomiast odmienne podejście prezentowały osoby przychylające się do tolerowania niejednolitości stylowej dawnych budowli, dzięki której zabytek był swoistym „dokumentem historycznym”. Według nich konserwacja powinna mieć charakter zachowawczy, a nie być puryfikacją, czyli oczyszczeniem budowli z później wprowadzonych elementów. W ciągu odbudowy spalonych świątyń, oba stanowiska miały istotny wpływ na praktykę prac, aczkolwiek ostatecznie w końcu XIX wieku przeważyła koncepcja restauracji historycznej, zachowującej kolejne nawarstwienia.
Ogrom zniszczeń po pożarze uświadomił także konieczność roztoczenia staranniejszej opieki nad krakowskimi zabytkami, był też silnym impulsem do rozwinięcia, zapoczątkowanej już wcześniej przez Towarzystwo Naukowe Krakowskie, inwentaryzacji wszelakich obiektów o takim charakterze. Objęto nią szczególnie to, co przetrwało pożogę, jak na przykład pomniki nagrobne, które starano się zabezpieczyć. Oprócz towarzystwa istotą rolę odegrał przy tym Paweł Popiel, finansujący część prac z własnych środków. Nie wszystkie spośród uszkodzonych, mnie lub bardziej, obiektów udało się uratować od zniszczenia, ale toczone wówczas dyskusje nad sposobami ich naprawy, zakresem ingerencji w jej trakcie czy dopuszczalnością odtworzenia dawnego stanu, miały również istotny wpływ na kształtowanie się postaw konserwatorskich. Debaty i polemiki toczone podczas odnowy spalonych zabytków były najczęściej prowadzone na łamach lokalnej prasy, co popularyzowało temat i prowadziło do rozbudzania zainteresowania nim coraz szerszych kręgów mieszkańców miasta. Podobną rolę odegrały wydawane drukiem sprawozdania z prowadzonych prac. Także dla miejscowych władz sprawy ochrony zabytków stały się istotnym zagadnieniem.
Odbudowa kościołów Dominikanów i Franciszkanów miała szczególne znaczenie dla środowiska krakowskich architektów. Dopiero po pożarze rozszerzyło się wśród nich grono zainteresowanych problematyką zabytkowych budowli, wcześniej bowiem zajmował się nią praktycznie tylko Karol Kremer. Zaangażowanie się w prace nad średniowiecznymi świątyniami dało im niepowtarzalną okazję zapoznania się z architekturą gotycką i zasadami wznoszenia konstrukcji w tym stylu. Za ich sprawą, jak i licznych grup rzemieślników pracujących przy odbudowie, doświadczenia te wpływały na współczesne im budownictwo, pojawiły się odwołania do dawnej architektury, a w ślad za tym zaczął upowszechniać się historyzm. Zadaniem Wojciecha Bałusa zaowocowało to początkami regionalnej odmiany neogotyku, której jednak nie dane było rozwinąć się na większą skalę. Analogicznie do tych zmian w architekturze nastąpił po pożarze rozwój nowoczesnego witrażownictwa i jego popularyzacja w Krakowie. Wieloletnie prace w średniowiecznych kościołach skłaniały również do głębszej refleksji nad historycznymi stylami i ówczesną wiedzą o gotyku, który przestano postrzegać tylko w duchu romantyzmu, kategoriach emocjonalnych, mistyczno-symbolicznych, dostrzeżono bowiem reguły nim rządzące, zaczęto racjonalniej podchodzić do zabytków. Efektem tego było pogłębienie znajomości dawnej architektury oraz stopniowe upowszechnianie uznawanej powszechnie za właściwą terminologii w zakresie historii sztuki.

#### Kościoły: św. Norberta i św. Józefa
Najszybciej i bez żadnych kontrowersji przebiegła odbudowa kościołów św. Norberta i św. Józefa, którą poprowadził Karol Kremer. W listopadzie 1850 roku poświęcono nowe dzwony dla drugiej z tych świątyń, a jeszcze przed zimą obie zostały przykryte dachówką. Klasztor Bernardynek przy kościele św. Józefa wpierw zabezpieczono, a następnie w szybkim tempie odbudowano zniszczoną przez ogień część. Prace zakończono wiosną 1851 roku, kiedy to odrestaurowano sygnaturkę na dachu kościoła (w jej bani umieszczono także tekst opisujący pożar).

#### Kościół Świętej Trójcy
Odbudowa tego kościoła, choć przebiegała równolegle z restauracją pozostałych świątyń „pogorzałych”, trwała zdecydowanie dłużej, co wynikało ze sporych zniszczeń i mocnego nadwerężenia murów. Niosło to ze sobą konieczność dalej idących uzupełnień konstrukcji. Oprócz tego początkowo skupiono się na pracach w klasztorze i odbudowie kamienic należących do dominikanów, których dzierżawa miała dostarczyć dodatkowych środków na restaurację świątyni. Odnowa kościoła Świętej Trójcy, jak pokazał przyszłość, budziła najwięcej dyskusji i kontrowersji.
Podjęcie prac zainaugurowała uroczysta msza święta, odprawiona na zewnątrz 12 VIII 1850 roku. Początkowo nadzór nad robotami i właściwym wydawaniem pieniędzy sprawowała „Rada do odbudowania kościołów zgorzałych w Krakowie”, powołana przez władze diecezjalne. Jednak ze względu na odmienne potrzeby każdej ze spalonych świątyń na początku września podzielono radę, w wyniku czego powstał osobny „Dozór kościoła Dominikanów”, który zajmował się tym obiektem, przy czym podporządkowano mu też sprawy kościoła św. Norberta. Pod tym nadzorem pierwszy etap prac upłynął na porządkowaniu zniszczonego wnętrza, usuwano gruz, jak również rozebrano te fragmenty budowli, które nadal groziły zawaleniem, jak szczyt wschodni. Wzmocniono też zachowane sklepienie prezbiterium i wykonano tymczasowy dach nad tą częścią kościoła. Z wiosną 1851 roku rozpoczęto prace nad wzmocnieniem murów, mocno nadwerężonych ogniem. Podparto je drewnianymi stemplami, zabrano się także za przemurowanie filarów – nowe podpory wznoszono z cegły, przekładanej kamieniem, lecz pod względem proporcji i wyglądu wiernie naśladowały poprzednie. Ponadto dla wzmocnienia ściśnięto je żelaznymi obręczami. Oprócz tego nowy dach prezbiterium pokryto łupkiem, zrekonstruowano szczyt wschodni i wykonano nową więźbę dachową nad korpusem nawowym. Roboty te wykonano do jesieni 1852 roku. W ciągu tego roku przeprowadzono też drobne prace w mało uszkodzonych kaplicach św. Jacka i Matki Bożej Różańcowej, zaś główny wysiłek skupiły na sobie gotyckie kaplice, przylegające do nawy południowej. Nakryto je nowymi dachami siodłowymi i ozdobiono neogotyckimi, ceglanymi szczytami, które rozczłonkowano wnękami. W 1853 roku prace stanęły. Początkowo ich zawieszenie na pewien czas było celowe, później znacznie się przedłużyło, co po części spowodowane było brakiem robotników. Przez to w ciągu 1854 roku udało się jedynie dokończyć restaurację prezbiterium, kontynuowano prace w gotyckiej kaplicy Zbawiciela, finansowane przez Aleksandra Przezdzieckiego, który wybrał ją na mauzoleum matki. Wtedy też sprowadzono do niej nowy witraż, projektu Juliusa Hübnera z Drezna, a wykonany przez Carla Scheinerta i F. Hansela w Królewskiej Fabryce Porcelany w Miśni. W następnym roku roboty powoli ruszyły, przygotowywano się do założenia nowego sklepienia nad nawą główną i częścią bocznej. Większość opracowań podaje, że dokonano tego, lecz pogląd ten jest kwestionowany. Najpewniej, gdy doszło do katastrofy budowlanej w kościele Dominikanów sklepienie nie było jeszcze zrekonstruowane. 10 kwietnia runął środkowy z trzech nowo wymurowanych filarów, dwa dni później przewrócił się następny, zaś kolejny uległ silnemu zarysowaniu. Zdarzenie to wywołało spore poruszenie w mieście, a łamy „Czasu” stały się miejscem publikowania wzajemnych oskarżeń. Opinia publiczna zaczęła domagać się bardziej ostrożnego i lepiej nadzorowanego prowadzenia prac.
Nie jest do końca jasne kto kierował pracami na tym etapie odbudowy i zarazem ponosił odpowiedzialnym za runięcie podpór. W znacznej części opracowań podaje się, że był to Karol Kremer, który wedle jednych popełnił błąd w wyborze rozwiązań budowlanych i został za to odwołany, inne zaś stwierdzają, że zlekceważono jego uwagi lub wprowadzono zmiany w konstrukcji filarów bez jego wiedzy. Inaczej kwestię tę przedstawia Urszula Bęczkowska. Jej zdaniem Kremer miał istotny wpływ na przygotowanie planów odnowy, ale jego bezpośredni udział w robotach ograniczył się jedynie do prac porządkowych. Pod jego kierunkiem młodzi architekci, aplikujący w urzędzie C.K. Budownictwa Krajowego, opracowali szczegółowe projekty odbudowy. Dokumentacja ta została przekazana do dozoru i najpewniej w oparciu o nią prowadzono roboty, jednak większość decyzji podejmował nie komitet (w skład którego wchodził Kremer), ale sam przeor o. Muthwill, który zapewne ze względów na trudności finansowe klasztoru, zdecydował się na zakup tańszych materiałów, gorszej jakości. Efektem tego stała się kwietniowa katastrofa.
Po kwietniowym zdarzeniu z kościoła Świętej Trójcy usunięto gruzy, rozebrano nadwerężone filary i te odcinki murów, które mogły jeszcze ulec zawaleniu. Nie podejmowano następnie nowych prac, poświęcając czas na zbiórkę odpowiedniej sumy pieniędzy, by później nie oszczędzać już na materiałach. W 1856 roku zawiązano nowy, obywatelski komitet odbudowy pod przewodnictwem Pawła Popiela, sprawującego urząd konserwatora Galicji Zachodniej. Rok później rozpoczęto prace nad dalszą odnową kościoła. Kierował nimi Teofil Żebrawski, ściśle współpracując z Popielem. W myśl ich założeń miano możliwie wiernie odbudować świątynie, w postaci „pierwotnej”, nie odbiegając od niej zbytnio. Plany, w których najprawdopodobniej wykorzystano częściowo koncepcje Kremera, cechowały się umiarkowanym puryzmem, miały na celu wyeksponowanie gotyckiej architektury oczyszczonej z części nawarstwień. Całość prac rozłożono na okres około dwudziestu lat.
Odbudowa przebiegała bez większych zakłóceń, a w jej trakcie odkryto szczątki księcia Leszka Czarnego, które uroczyście ponownie pogrzebano, zaś piętnastowieczna nagrobna płyta władcy została na nowo odkuta przez Edwarda Stehlika, w oparciu o rysunki przedstawiające zabytek przez zniszczeniem (1857). Wśród najważniejszych etapów prac, prowadzonych między 1858 a 1862 rokiem, należy wymienić wykonanie, tym razem w całości z kamienia, nowych filarów, wymurowanie nowych ścian w miejscu uszkodzonych w fasadzie czy nawie głównej oraz nakrycie sklepieniem nawy bocznej. Na zewnątrz kościoła wyburzono barokową kruchtę, przylegające doń kaplice św. Antonina i Przemienienia Pańskiego (1860) oraz przepaloną dzwonnicę (1861). Nawę główną zasklepiono w 1863 roku. Dalsze prace (m.in. przy dachu, fasadzie) trwały do 1872 roku, kiedy to odbudowa została praktycznie zakończono, poza urządzeniem wystroju wnętrz. Jeśli chodzi o zabudowania klasztorne, to odnowiono je między 1851 a 1861 rokiem, wraz z krużgankami. Osobno potoczyły się losy gmachu biblioteki dominikańskiej, której renowacji dokonano w 1866 roku i przeznaczono na siedzibę Gimnazjum św. Jacka.
W trakcie prac, które śledzono z uwagą, nie obyło się bez następnych kontrowersji. Z krytyką spotkały się niektóre rozwiązania Żebrawskiego (m.in. E. Stehlik zarzucał mu zbyt słabe wzmocnienie sklepień i filarów), który ponadto nie ustrzegł się popełnienia pewnych błędów warsztatowych. Największą omyłką okazał się wygląd szczytu zachodniego, architekt zrekonstruował go, kopiując wzór wschodniego, choć pierwotne zwieńczenie fasady miało inny układ, udokumentowany w szkicach i rysunkach. W planach Żebrawskiego było jeszcze m.in. wzniesienie dzwonnicy, skromnej kruchty i wykonanie nowego ołtarza głównego, który miał zostać ustawiony przy wejście do prezbiterium, a nie na jego końcu. Projekty te nie zostały zrealizowane, bowiem w 1872 roku architekt przestał kierować dalszymi pracami. Osobą, która doprowadziła je do końca był o. Marian Pavoni, włoski dominikanin, członek konwentu, a od 1881 roku jego przeor. Zaprojektował wzniesioną przy kościele kruchtę oraz jego wyposażenie – ołtarz główny, konfesjonały, ołtarze w kaplicach bocznych, ławki, stalle. Działania Pavoniego, przeprowadzane w duchu skrajnego puryzmu, po pewnym czasie spotkały się z krytyczną oceną Stanisława Tomkowicza, po której zarzucono realizację części projektów. Prace ostatecznie ukończono w 1884 roku.

#### Kościół św. Franciszka z Asyżu
Pracami nad odbudową tej świątyni kierował Karol Kremer. W głównej części zakończono je już w 1854 roku. W ciągu następnych lat wprowadzano nowe wyposażenie, co okazało się długotrwałym procesem. Z większym rozmachem, kolejne prace rozpoczęto w 1895 roku pod kierunkiem Władysława Ekielskiego. Wówczas to usunięto część rozwiązań Kremera, wprowadzono zaś polichromię Stanisława Wyspiańskiego, a po kilku latach witraże jego projektu. Ostatecznie prace przy tym kościele zakończono dopiero w 1912 roku.

#### Pałace: Wielopolskich i Biskupi

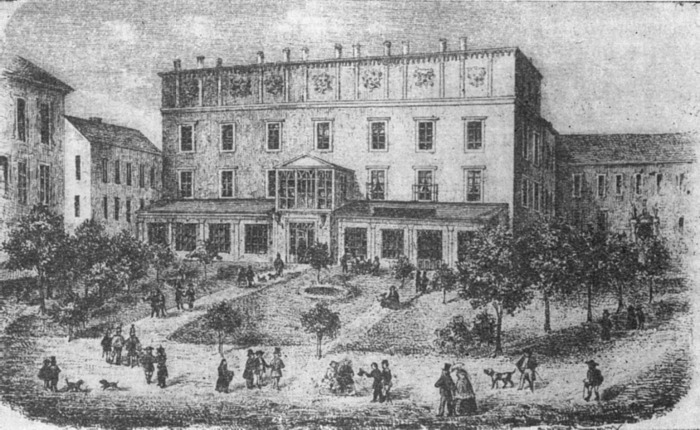
Pałac Wielopolskich jako siedziba kawiarni Wintera

Pałac Wielopolskich początkowo pozostał w stanie ruiny. Mimo wezwań władz miasta, jego właściciel, margrabia Aleksander Wielopolski, nie chciał podjąć odbudowy, choć jeszcze przed pożarem planował restaurację gmachu. Doprowadziło to do wystawienia nieruchomości na licytację w 1854 roku. Kupił ją chirurg miejski Wojciech Kowalski, który przeprowadził częściową odnowę. Pośpiesznie wyremontowano wnętrza i wprowadzono jedną, istotną zmianę w wyglądzie zewnętrznym – dawna elewacja tylna pałacu, po uporządkowaniu, przejęła funkcję fasady. Kowalski traktował budynek jako dom dochodowy i wynajmował pomieszczenia na różne cele. W 1857 roku, w części z nich, Franz Winter w pałacu otworzył swoją kawiarnię. Był to ekskluzywny lokal, utrzymany na europejskim poziomie, pierwszy w Krakowie, który urządzono na wzór wiedeński. W 1858 roku Winter dostawił do fasady oszkloną werandę, a rok później otworzył okazałą salę balową. Po przeniesieniu kawiarni w inne miejsce, w latach 1860–1865, pałac mieścił zakład fotograficzny Ignacego Mażka i Napoleona Grossa. Budynek na trwałe zmienił przeznaczenie w 1864 roku, kiedy to został zakupiony przez gminę. Stał się siedzibą magistratu, po pełnej przebudowie, przeprowadzonej przez Pawła Barańskiego, między 1865 a 1868 rokiem.
Siedziba krakowskich biskupów jeszcze dłużej czekała na odnowę. Po sześciu latach uprzątnięto gruzy i nakryto pałac prowizorycznym dachem. Remont, którym kierował Barański, trwał do 1858 roku. Przez kilka następnych lat gmach mieścił szkołę miejską, natomiast część sal (na piętrze) wynajęło krakowskie Towarzystwo Przyjaciół Sztuk Pięknych, które organizowało tam swoje wystawy. Jedno ze skrzydeł pozostało opuszczone. Dopiero w 1879 roku biskup Albin Dunajewski, wsparty finansowo przez Katarzynę Potocką, rozpoczął kompleksową odnowę pałacu. Kierował nią Tomasz Pryliński, z którym współpracowali Stefan Żołdani, Karol Zaremba i Jacek Matusiński. Prace zakończono w 1884 roku.

## Zmiany po pożarze
Dramatyczne wydarzenie z lipca 1850 roku pociągnęło za sobą nie tylko konieczność odbudowy, ale również wprowadzenia różnych zmian, które przede wszystkim miały na celu zabezpieczenie miasta przed kolejną pożogą.
Przystąpiono zatem do porządkowania zabudowy także w miejscach nie strawionych przez ogień, wiele kamienic odmalowano przy tej okazji, szczególnie te, które sąsiadowały z odbudowanymi domami. Spalony obszar miasta stał się miejscem rozwoju w Krakowie nowych form architektonicznych, etapem w stopniowym przechodzeniu od klasycyzmu do historyzmu, uważanym za wyznacznik nowoczesnych standardów estetycznych i funkcjonalnych. Zabudowa ta stała się więc wzorem do naśladowania przy modernizacji budynków w innych częściach miasta, które nie uległy zniszczeniu w czasie pożaru.
Dużą uwagę poświęcono Rynkowi Głównemu, w 1852 roku wyburzono Kramy Żelazne, usytuowane po wschodniej stronie Kramów Bogatych. Dwa lata później rozebrano drewniane kramy i stragany po zachodniej stronie Sukiennic, na całym rynku założono bruk z wapiennych kocich łbów, urozmaicony ciemniejszymi pasami kamieni, które ramowały gwiazdy i koła. Wprowadzono również zakaz stawiania tam nowych, drewnianych bud.
Na obszarze całego miasta starano się zlikwidować gontowe dachy i inne, łatwopalne elementy wyposażenia, podobnie jak większość drewnianych budynków. Jednak te zmiany wprowadzone były bardzo powoli, co głównie wiązało się z wysokimi kosztami, jakie należało ponieść. Szczególnie dużych nakładów wymagała wymiana dachów na nowe, wykonane z ognioodpornych materiałów. Jeszcze w 1867 roku ponad 75% krakowskich domów krytych było gontem. Sytuacja zmieniała się stopniowo, wraz z rozwojem budownictwa w Krakowie, i tak w 1890 liczba ta wyniosła 31,5%, a dziesięć lat później już tylko 7%.
Strach przed nowym, niszczycielskim pożarem utrzymywał się wśród mieszkańców jeszcze przed dłuższy czas. Wpływał nawet na ich dotychczasowe obyczaje. Po kataklizmie z lipca 1850 roku, porzucono tradycję związaną ze świętem Ofiarowania Pańskiego, kiedy to wracano z kościołów z zapalonymi gromnicami i obchodzono z nimi cały dom. Natomiast zainteresowanie budziły także pomysły, które miały pomóc w walce z ogniem. Tak było w 1852 roku, kiedy to rozpięto drut telegrafu pożarowego między wieżą kościoła Mariackiego a siedzibą straży pożarnej, usytuowaną w jednej z dobudówek Sukiennic, który miał służyć szybkiemu powiadamianiu o zauważonym ogniu. Z kolei sześć lat później inżynier J. Netrebski zaproponował również założenie na Wieży Ratuszowej zbiornika na wodę, który miał służyć w razie nowego pożaru. Projekt ten, podobnie jak pomysł przekopania kanału z Rudawy na Rynek Główny, nie doczekał się realizacji.
Gruntownych zmian wymagał system obrony przeciwpożarowej, który okazał się już przestarzały i niewydolny. Wkrótce, w końcu lipca i na początku sierpnia 1850 roku, władze miasta zaczęły wydawać liczne zarządzenia dotyczące zabezpieczenia Krakowa przed kolejną pożogą. Oprócz wspominanej już instrukcji budowlanej były to regulacje nakazujące usunięcie wszelkich niepotrzebnych przedmiotów ze strychów i zaopatrzenie budynków w sprzęty do walki z ogniem. Zreorganizowano też straż pożarną, podwyższając pensje i tworząc stałe posterunki w mieście oraz zakupiono w Wiedniu nowe sikawki, które jednak okazały się kiepsko wykonane. Ponadto przez długi jeszcze czas w straży służyło niewiele osób (w 1863 roku było czterdziestu dwóch strażaków) i z konieczności dalej opierano się w walce z ogniem na mieszkańcach, którzy zresztą po wielkim pożarze chętniej i liczniej zgłaszali się w razie alarmu. Pomocą w trudniejszych sytuacjach służyło także wojsko ze swoim sprzętem.
W ciągu kolejnych lat sytuacja ulegała poprawie dość wolno. Wszelkie zmiany wprowadzano poprzez nowe regulacje prawne i często upływało sporo czasu nim były realizowane. Wynikało to głównie z problemów finansowych miasta. I tak, w 1855 roku władze Galicji zatwierdziły nową Ustawę ogniową dla królewskiego głównego miasta Krakowa, opracowaną przez miejscowe urzędy. Zawarto w niej przepisy ochrony przeciwpożarowej, które obowiązywały wszystkich mieszkańców. Nad ich przestrzeganiem czuwały magistrat i Wydział Miejski, które także kierowały akcjami, organizowały odpowiednie służby i utrzymywały sprzęt gaśniczy. Dużą rolę we wzmacnianiu systemu prewencji ogniowej odegrało Towarzystwo Ubezpieczeń od Ognia, założone w 1860 roku i nazywane „Florianką”, od przyjętego patrona św. Floriana. Oferowało mieszkańcom miasta dobrowolne ubezpieczenia od pożarów (z czasem poszerzyło zakres działalności i stało się najważniejsza instytucją ubezpieczeniową w Galicji), a jego prezes hrabia Adam Potocki wystąpił z propozycją utworzenia ochotniczej straży pożarnej. Jednak na realizację tej inicjatywy trzeba było czekać trzy lata. W 1865 roku powołano do życia stowarzyszenie Ochotniczej Straży Ogniowej. Początkowo skupiło dwustu członków, którzy zobowiązali się do pełnienia służby gaśniczej i regularnego udziału w ćwiczeniach. Na ich czele stanął Wincenty Eminowicz, były oficer austriacki i uczestnik powstania styczniowego. Wśród ochotników nie brakło osób z żadnej z warstw społecznych, a szczególnie liczni byli młodzi rzemieślnicy i studenci. Jeszcze w tym samym roku „Florianka” z własnych funduszy zakupiła w Heidelbergu nowoczesną sikawkę.
W 1866 roku ochotnicza straż została przekazana pod zarząd magistratu, a w dwa lata potem wprowadzono w niej jednolite umundurowanie. Jednocześnie przymierzano się do powołania zawodowej straży, jednak minęło nieco czasu, nim udało się tego dokonać. Dopiero w 1873 roku powstała Miejska Zawodowa Straż Pożarna. Poza walką z ogniem zajmowała się również ratowaniem życia w czasie wypadków, pomocą ludności oraz sprzątaniem ulic i placów. Jej naczelnikiem mianowano Eminowicza, a jego dotychczasowi podkomendni, ochotnicy, pełnili odtąd służbę pomocniczą. W skład zawodowej straży weszło sto osób. Poza naczelnikiem było jeszcze czterdziestu pompierów (operatorów pomp gaśniczych), pięćdziesięciu pomocników i dziewięciu woźniców. W ciągu następnych lat funkcjonowała dość sprawnie, sukcesywnie choć skromnie wzmacniana sprzętem, a w 1879 roku oddano do jej użytku nową strażnicę.
Pożar wpłynął także na pewną zmianę w lokalnej tradycji. Pochód Lajkonika musiał wydłużyć swoją trasę do Rynku Głównego z powodu zniszczenia Pałacu Biskupiego – miejsca, w którym pierwotnie kończyły się harce konika zwierzynieckiego.

## Upamiętnienie wydarzenia
Wydarzenie upamiętniała coroczna msza święta, odprawiana 18 lipca w kościele Mariackim, przy okazji której bito w dzwon Zygmunt.
Informacji o jej przebiegu dostarcza Kronika miejscowa „Czasu”. Po raz pierwszy msza odbyła się w 1851 roku z polecenia Rady Miejskiej. Uczestniczyły w niej władze cywilne i wojskowe, a celebrans, biskup Łętowski, zapowiedział, że co roku pożar będzie upamiętniany w ten sposób. Miała to być zarazem zachęta do wsparcia odbudowy kościołów Dominikanów i Franciszkanów.
W ciągu kolejnych lat wśród intencji nabożeństwa wymieniano prośbę o Boże błogosławieństwo dla Krakowa i niedopuszczenie do podobnego nieszczęścia w przyszłości, podziękowanie za ocalenie reszty miasta, jak też prośbę o błogosławieństwo dla wspierających odbudowę. Przez pewien czas była to ważna uroczystość w życiu miasta, na którą licznie przybywali mieszkańcy, członkowie Rady Miejskiej, urzędnicy magistratu, często na czele z prezydentem lub wiceprezydentem miasta. Asystę podczas zapewniały cechy rzemieślnicze ze swymi chorągwiami, jak również straże pożarne, ochotnicza i zawodowa.
Z upływem lat jednak liczba osób pojawiających się na mszy była coraz mniejsza. Niewielu mieszkańców Krakowa zgromadziło się już w 1856 roku, sześć lat po pożarze, podobnie było na przykład w 1864 czy 1874 roku. Dziennik zauważał jednak i sytuacje wyjątkowe, kiedy liczba ludzi zgromadzonych w kościele Mariackim była duża, jak choćby w 1889 lub 1906 roku. W większości numerów „Czasu” pojawiają się tylko krótka, jednozdaniowa informacja o rocznicowej mszy. Niekiedy umieszczano jedynie zapowiedź, a czasem nie pojawiała się żadna wzmianka, choć nie można z całą pewnością stwierdzić, że w takich przypadkach wotywa nie odbyła się. W każdym razie tradycja rocznicowych mszy utrzymała się aż do pierwszego dziesięciolecia XX wieku. Ostatnia informacja o niej pochodzi z 1908 roku.
W drugiej połowie XIX wieku w Krakowie popularne stały się tablice pamiątkowe, poświęcone różnym wydarzeniom, osobom czy też historycznym miejscom. Wielki pożar również został upamiętniony w ten sposób. W 1853 roku, w fasadę odbudowanej kamienicy Hetmańskiej przy Rynku Głównym, wmurowano tablicę, z opisem jego przebiegu. Zachowana po dziś dzień, relacjonuje wydarzenie z 18 lipca w następujący sposób:

Dnia 18 lipca 1850 r. o godzinie 1 z południa powstał ogień w Młynach Rządowych przy ulicy Krupniczej, którą w większej połowie zniszczywszy mocą wiatru przeniósł na róg Ulicy Gołębiej, zkąd szerząc się z niesłychaną szybkością ogarnął Ulicę Gołębią, Wiślną, Bracką, Franciszkańską, Szeroką, Stolarską, Śgo Józefa od strony południowej, Grodzka po obu stronach w długości od Ulicy Śgo Józefa do Rynku Głównego, Mały Rynek od strony południowej, wreszcie Rynek Główny od strony południowo-wschodniej. Tym sposobem zgorzało nieruchomości 163 № między któremi Pałac Biskupa Krakowskiego, oraz cztery kościoły jako to Śgo Norberta, Franciszkanów, Dominikanów, Bernardynek, czyli Śgo Józefa, trzy ostatnie wraz z klasztorami do nich należącymi. Ku pamięci tak okropnej klęsce, ku uczczeniu wszystkich Dobroczyńców którzy z darami swojemi pospieszyli hojnie i skwapliwie już to dla niesienia pomocy nieszczęśliwym pogorzelcom pozbawionym wszelkich zasobów, już to dla odbudowania zniszczonych Świątyń Pańskich i Domów, napis ten w ścianie tego gmachu, również pożarowi uległego, a na nowo odbudowanego, położonym został 1853 r.

Pożar Krakowa i ogromne straty nim spowodowane stały się także tematem wiersza Ludwika Niemojowskiego, którego fragment zanotował Ambroży Grabowski:

Krakowie! Smutna z ciebie stała się pustynia./ O Twej dawnej świetności przebrzmiały marzenia.../ Połowa twoich domów w gruzach pogrzebiona,/ Przez mieszkańców opuszczona,/ Z których okien wygląda okropne zniszczenie,/ A przepalonym ścianom grozi zawalenie.../ A tam, gdzie piękny gród wznosił swe mury,/ Gdzie brzmiał śmiech szczęścia i wesołe pienie,/ Ze skopconych zgliszczów został gruz ponury,/ A na ulicach zasiadło głuche milczenie.../ O Jeruzalem

Wiele miejsca temu wydarzeniu poświęcili naoczni świadkowie na kartach swoich dzienników czy wspomnień, zostawiając w ten sposób bogaty zasób materiałów historycznych dotyczących pożaru. Wśród krakowian nich należy wymienić Karola Estreichera, Fryderyka Hechela, Wiktora Kopffa, Józefa Louisa ojca, jego syna Józefa i córkę Oktawię, biskupa Ludwika Łętowskiego, Hilarego Meciszewskiego, Helenę Modrzejewską, Pawła Popiela i Teodora Baltazara Stachowicza. Natomiast Ambroży Grabowski, poza fragmentami swoich wspomnień, napisał także odrębny tekst na ten temat pod tytułem Pożar Krakowa 1850. Oprócz tego powstała również anonimowa Historia pożaru miasta Krakowa, wydana drukiem już w sierpniu 1850 roku, której autorem był najprawdopodobniej Walerian Kalinka.
Istnieje bardzo bogaty materiał ikonograficzny, upamiętniający czy też dokumentujący pożar, zniszczenia, jak i późniejszą odbudowę. Zachowały się prace wielu artystów, znanych, jak i anonimowych, miejscowych i przyjezdnych, wykonane wieloma różnymi technikami. Występują zatem obrazy olejne, akwarele, rysunki (ołówkiem, piórem czy kredką), drzeworyty, akwaforty, staloryty, litografie, akwatinty i chromolitografie. Stosunkowo duża liczba tych prac była efektem powszechnego zainteresowania pożarem i odbudową, rozmiar zniszczeń i widok ruin inspirował też artystów, którzy kierowali się także pragnieniem utrwalenia tego co się zachowało. Szczególnie dużo uwagi poświęcono spalonym kościołom Dominikanów i Franciszkanów, które w ten sposób zyskały bogatą dokumentację ikonograficzną. Wśród twórców, których dzieła mają szczególnie dużą wartość dokumentacyjną, należy wymienić Teodora Stachowicza, Bogumiła Gąsiorowskiego, Karola Balickiego, Aleksandra Płonczyńskiego, Maksymiliana Cerchę, Józefa Kurowskiego, Adama Gorczyńskiego, Jana Kantego Stróżeckiego, Jędrzeja Brydaka czy Aleksandra Gryglewskiego. Oprócz polskich artystów warto wspomnieć o cudzoziemcach, którzy także uwiecznili widoki budowli strawionych przez ogień. Byli to Johann Wenzel Zinke i François Stroobant. Zinke wykonał grafiki do publikacji Kościoły krakowskie wydane w stalorytach z treściowym ich opisem, wydanej przez Walerego Wielogłowskiego w 1855 roku. Jego prace nie odznaczają się wysokimi walorami artystycznymi, lecz mimo to są dobrym źródłem ikonograficznym. Z kolei Stroobant był belgijskim malarzem, grafikiem, rysownikiem i ilustratorem. Przebywał w Krakowie na przełomie 1858 i 1859 roku, zaproszony przez biskupa Łętowskiego. Wykonane wówczas akwarele (wśród nich widok spalonego kościoła Świętej Trójcy) były podstawą grafik do albumu Starożytne gmachy Krakowa, wydanego w 1862 roku.
Wraz z rozpowszechnieniem się fotografii w Krakowie zaczęto przy jej pomocy uwieczniać odbudowywane zabytki. Zajmowali się tym Walery Maliszewski, zakłady Ignacego Kriegera, Walerego Rzewuskiego, Juliusza Miena, Antoniego Pawlikowskiego oraz Franciszek Klein, historyk sztuki amatorsko parający się fotografią.
Powstały specjalne plany miasta z zaznaczonym zasięgiem pożaru. Pojawiły się one już wkrótce po tym wydarzeniu. Plan de la ville de Cracovie (w skali 1:5000), opracowany przez M. Niewiarowskiego, wydawano w Genewie na rzecz krakowskich pogorzelców.